# JNR série 115
 (avril 2023).
La mise en forme du texte ne suit pas les recommandations de Wikipédia : il faut le « wikifier ».
Les points d'amélioration suivants sont les cas les plus fréquents. Le détail des points à revoir est peut-être précisé sur la page de discussion.
- Les titres sont pré-formatés par le logiciel. Ils ne sont ni en capitales, ni en gras.
- Le texte ne doit pas être écrit en capitales (les noms de famille non plus), ni en gras, ni en italique, ni en « petit »…
- Le gras n'est utilisé que pour surligner le titre de l'article dans l'introduction, une seule fois.
- L'italique est rarement utilisé : mots en langue étrangère, titres d'œuvres, noms de bateaux, etc.
- Les citations ne sont pas en italique mais en corps de texte normal. Elles sont entourées par des guillemets français : « et ».
- Les listes à puces sont à éviter, des paragraphes rédigés étant largement préférés. Les tableaux sont à réserver à la présentation de données structurées (résultats, etc.).
- Les appels de note de bas de page (petits chiffres en exposant, introduits par l'outil «  Source ») sont à placer entre la fin de phrase et le point final[comme ça].
- Les liens internes (vers d'autres articles de Wikipédia) sont à choisir avec parcimonie. Créez des liens vers des articles approfondissant le sujet. Les termes génériques sans rapport avec le sujet sont à éviter, ainsi que les répétitions de liens vers un même terme.
- Les liens externes sont à placer uniquement dans une section « Liens externes », à la fin de l'article. Ces liens sont à choisir avec parcimonie suivant les règles définies. Si un lien sert de source à l'article, son insertion dans le texte est à faire par les notes de bas de page.
- La présentation des références doit suivre les conventions bibliographiques. Il est recommandé d'utiliser les modèles {{Ouvrage}}, {{Chapitre}}, {{Article}}, {{Lien web}} et/ou {{Bibliographie}}. Le mode d'édition visuel peut mettre en forme automatiquement les références.
- Insérer une infobox (cadre d'informations à droite) n'est pas obligatoire pour parachever la mise en page.

Pour une aide détaillée, merci de consulter Aide:Wikification.
Si vous pensez que ces points ont été résolus, vous pouvez retirer ce bandeau et améliorer la mise en forme d'un autre article.
La série 115 (115系, 115-kei?) (115けいでんしゃ/Kokutetsu 115-kei densha ou 国鉄115系電車) est un type de rames automotrices électriques (EMU), utilisées pour les services de banlieue et périurbains, introduit en 1963 par les chemins de fer nationaux japonais (JNR), et actuellement exploités par la West Japan Railway Company (JR West) dans le Keihanshin, et le Shinano Railway.

## Histoire
Les nouveaux trains "hautes performances" de la JNR ont commencé à apparaitre au Japon avec le train de banlieue de la série 101 , dont la  production a commencé en 1957 , et ont ensuite été étendus avec le train express limité de la série 151 et le train express de la série 153. Jusque-là, la JNR commandait des trains de conception d'avant-guerre pour combler les pertes subies durant les années 1944/1945 par les bombardements américains, les lignes ferroviaires souffrant d'un manque chronique de trains et une surcharge notable des lignes.
De plus, en raison de l'électrification en courant alternatif (20 kV) de la ligne principale de Kagoshima et de la ligne Joban, on décida de commencer la production en 1960 d'un nouveau type de train : la série 401/421, qui a trois portes par face, et est adapté pour le courant alternatif et le courant continu. D'autre part, des automotrices à deux portes, telles que les trains de la série 80 et les voitures de tourisme(tractées) étaient utilisées sur les "trains Shonan" et autres lignes, et parce qu'elles ne pouvaient pas faire face au nombre croissant de navetteurs, on décida de produire un modèle de trains de banlieue avec une structure de carrosserie équivalente à celle de les séries 401 et 421 ,les séries 111.
À peu près à la même époque, l'électrification a commencé sur les lignes de montagne, et les automotrices à moyenne et longue distance ont commencé à fonctionner. Mais les moteurs de traction MT46 de 100 kW installés dans la série 111 manquaient clairement de puissance et la composition des rames ajoutait des difficultés à  l'époque. Il était nécessaire d' avoir un rapport MT élevé avec de nombreuses voitures motorisées , ou d'accoupler une locomotive auxiliaire .Cependant, lorsque le nombre de motrices augmentent, la fabrication, l'exploitation, et la maintenance sont coûteuses. À cause de ces faits, le moteur de traction type MT54 d'une puissance de 120 kW a été développé .

On commença alors à construire trois nouveaux modèles de trains .Basée sur la série 111, la série 113 avec le MT54 comme moteur de traction peut être considérée comme le coup d'essai aux séries 115. Puis en février 1963, en même temps que la série 115, apparaît la série 165 , un train express pour grandes lignes équipé de moteurs principaux MT54 et de freins de maintien.
De janvier 1963 (Showa 38) à juin 1983 (Showa 58), 1 921 voitures ont été fabriquées,. Basé sur les séries 111/113, le moteur principal type MT54 est installé pour améliorer le rendement, répondant à l'augmentation du nombre de navetteurs sur l'une de ses premières affectations à Uenoguchi fonctionnant sur la ligne Joetsu et la ligne Nikko avec des sections en pente. La série 115 se démarque des autres séries pour sa conception prévue pour les hivers neigeux typiques de l'ouest du Japon
Elle est, en conséquence, équipée d’un mécanisme de rappel à encoche qui permet de régler la force d'accélération en montée, d'un frein régulateur de vitesse qui permet un fonctionnement à vitesse constante en descente, et est doté d'installations résistantes au froid et à la neige.
De plus , étant donné qu'il était prévu qu'elle serait utilisée sur des lignes locales, la structure fut adoptée de telle sorte qu'elle pouvait être exploitée comme une unité minimale d'un train de 4 voitures, composé de 2  Kuha 115 + unités Moha 115 et 114 (soit 2 voitures encadrant 2 motrices)). En 1966, la production du type KuMoha 115 (motrice d'extrémité....Ku :cabine, MoHa : motrice) débute, permettant de composer des formations de 3 voitures.
En commençant par la ligne principale Tohoku et la ligne Takasaki, les 115 ont été introduites ensuite à divers endroits tels que la ligne Chuo, Nagano, Niigata et Okayama. Outre les affectations d'origine, il a également été mis comme un train express (dit express inférieur) pendant une période durant les années 1970 , et il était généralement propulsé et remorqué par une locomotive type EF63 entre Yokokawa et Karuizawa (col d'Usui) sur la ligne principale de Shinetsu.
En 1987 (Showa 62), au moment de la division et de la privatisation de JNR, un total de 1 875 voitures circulaient, à l'exclusion de 2 voitures mises au rebut par accident , 45 voitures mises au rebut car vieillissantes et 1 voiture modifiée en un autre type (série 401).Elles étaient alors sur les lignes des East Japan Railway Company (JR East), Central Japan Railway Company (JR Central), et West Japan Railway Company (JR West Japan). Durant les années suivantes, elles commenceront à être reformées en raison du vieillissement et du remplacement par les successeurs , et en janvier 2023 , 285 voitures restaient dans la JR West et Shinano Railway .
Les séries 115 ont porté les couleurs de nombreuses lignes durant leur vie, dont certaines pendant plus de 50 ans (la couleur shonan), et parfois des couleurs n'appartenant pas à la ligne exploitée. Elles sont actuellement en voie de reforme (2023) et disparaitront durant les prochaines années.

## Description
Cette section décrit principalement les spécifications communes à toutes les déclinaisons des séries 115.

### Extérieure
En plus d'être équipée d'une caisse en acier de même conception que les séries 111 et 113 avec une porte traversante(permettant les intercirculations a l'origine) au centre de la façade de la cabine , elle a été effilée en bas pour ne pas violer la limite de réduction de première classe comme la série 153. La largeur du corps est de 2 900 mm.
La carrosserie de la voiture a une structure résistant au froid et à la neige , et la ventilation du toit est de type « push-in » qui peut bloquer l'air froid et la neige en extérieur  . À l'exception de la "vitre de poche" près des portes, les vitres latérales sont de type montant à deux niveaux ou de type montant à niveau inférieur, et le sens d'ouverture et de fermeture varie en fonction de la date de fabrication.
Les portes passagers sont équipées de 3 portes doubles d'une largeur de 1 300 mm par côté. Il était possible de basculer entre ouverture automatique et semi-automatique afin de garder l'intérieur de la voiture au chaud en hiver par temps froid . Une poignée est prévue pour que les passagers puissent ouvrir et fermer manuellement la porte lorsqu'elle est en semi-automatique, et la poignée ne peut passer dans l'espace dans la carrosserie ("dans la poche de la porte"), lors de l'ouverture des portes , de sorte que la largeur d'ouverture de la porte est limitée à 1 100 mm.Des radiateurs ont été installés dans les rails de porte pour éviter le gel.
Le moteur de porte est un nouveau type TK8 qui prend en charge le fonctionnement semi-automatique et est installé dans le couvercle prévu dans le linteau . Contrairement aux moteurs de porte à double ouverture normaux, il s'agit d'une structure dans laquelle 2 moteurs de porte gauche et droit sont séparés et miniaturisés pour être installés dans le linteau. Contrairement au système utilisé dans les autorails diesel , il était possible de basculer facilement entre automatique et semi-automatique grâce à un interrupteur  en cabine conducteur .
La peinture standard était " couleur Shonan " avec le vert no 2 sur le bas de caisse et la partie supérieure de la carrosserie sur un fond brun jaunâtre , mais le motif est différent des séries 111 et 113 où la partie inférieure avant est peinte en diagonale (forme en V). , Dans la série 115, la partie inférieure avant était peinte en ligne droite (forme en U) sauf pour la porte traversante . La raison pour laquelle la série 115 a adopté la coloration en forme de U est qu'elle a des performances similaires à la série 165 par rapport aux séries 111 et 113 et permet de les différencier facilement.
Les véhicules exploités sur la Chuo-East Line(de nos jours la Yokosuka Sobu line)  sont des Blue No. 15 (bleu foncé) sur fond de Cream No. 1, « couleur Yokosuka (communément appelée couleur Suka) ».

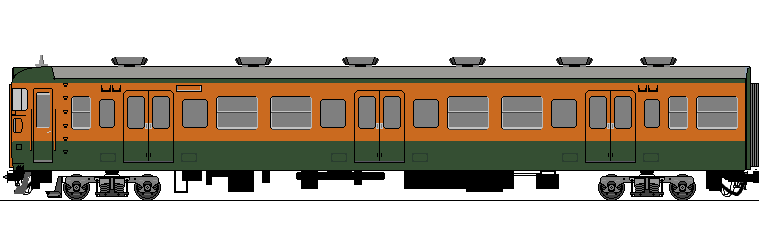
Couleurs Shonan

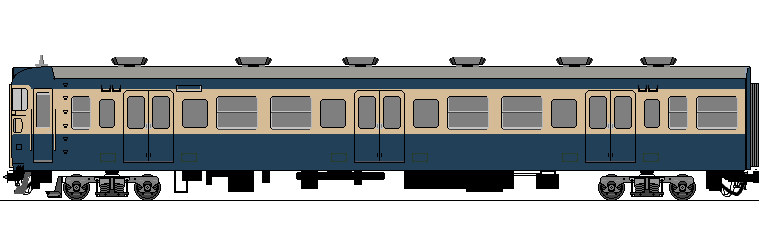
Couleur Yokosuka

### Intérieure
La configuration était mixte avec des sièges transversaux fixes face à face entre les portes, et des sièges longitudinaux en extrémité, similaire aux autres trains de banlieue généraux de la JNR .
Selon les modèles, certaines dispositions de siège sont différentes, et dans le type Kuha 115,certaines ont des toilettes.
La couleur intérieure était vert clair, ce qui était la norme pour les voitures de banlieue à l'époque, et la moquette de siège était basée sur le bleu.

### Caractéristiques techniques
- Tous les détails de ce paragraphe concernent l'équipement installé au début de la production de la série 115. Pour les modifications mineures dues à des modifications de conception, etc., reportez-vous à l'article de la série correspondante.

Les bogies choisis utilisent des ressorts hélicoïdaux de compression pour les ressorts à oreiller et les ressorts d'arbre, et utilisent un mécanisme de support de boîte d'essieu de type ressort à ailettes et un mécanisme d'oreiller oscillant de type à liaison oscillante . Les bogies électriques DT21B et les bogies d'accompagnement TR62 sont les types standard des "nouveaux trains de performance JNR" des années 1960. Le type TR62 a adopté des freins à disque.

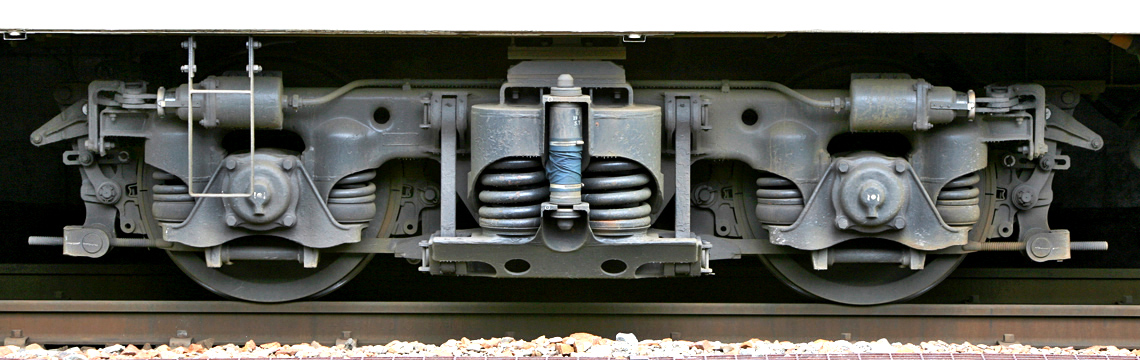
Bogie Moteur DT21B

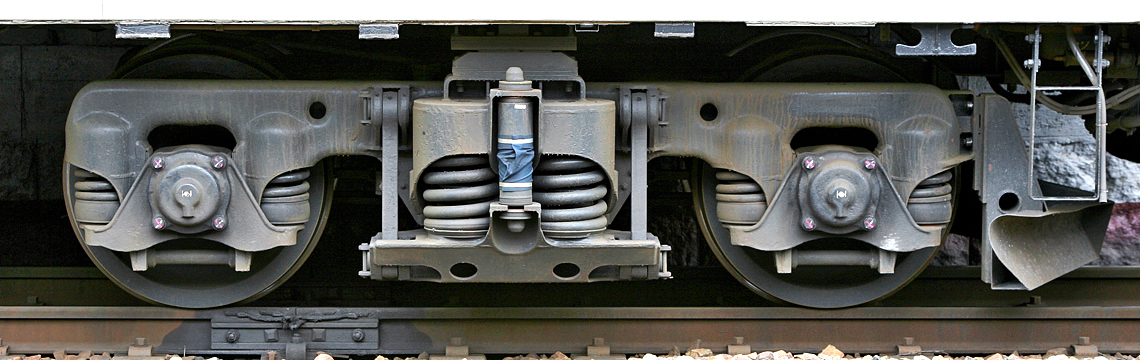
Bogie porteur TR 62

Pour la propulsion, et comme décrit plus haut, le moteur de traction est moteur a courant continu de type MT54 d' une puissance nominale de 120 kW ,avec un rapport de démultiplication de 1:4,82 (17:82) .
Initialement, la série 115 devait également être équipée contrôleur principal type CS12, qui n'a pas de frein de décélération ni de retour à l'encoche . Le mécanisme de retour à encoche et le frein de contrôle de vitesse devaient initialement être installés uniquement sur les trains de la série 165 qui ont été développés en même temps, mais si le nombre de voitures prévues à produire est important, il y a un avantage à utiliser un engrenage différentiel plutôt que l'installation d'un contacteur électromagnétique, également installé dans la série 115 car il était de grande taille .
L'équipement de fonctionnement a les mêmes spécifications que la série 113, mais le contrôleur principal monté sur la voiture Moha 115 est un type CS15A équipé d'un mécanisme de retour à encoche et d'un frein de contrôle de vitesse pour faire face à la circulation dans des sections en pente. Le retour de l'encoche peut être actionné en abaissant l'encoche (étage de contrôle) dans l'étage manuel dans l'étage de puissance 3-5 et l'étage de réduction de vitesse . Le fonctionnement combiné avec la série 113 est possible parce que l'équipement est commun, mais parce que le contrôleur principal est différent, le retour à l'encoche et l'utilisation du frein de maintien doivent être déconnectés.
La voiture M' type Moha 114 est équipée d' un pantographe rhomboïdal (Type G selon la nomenclature SNCF) de type PS16, qui est un type standard de la JNR, et d'un compresseur d'air (CP).La voiture Tc de type Kuha 115 est équipée d'un contrôleur maître(Système de contrôle de la traction en cabine, pour les néophytes, la manette de puissance pour accélérer et freiner) de type MC37.

### Composition
Contrairement aux séries 111 et 113 qui ont été fabriquées en même temps, cette série a été fabriquée uniquement avec des voitures ordinaires(avec aménagements standard intérieurs, pas de configurations spécifiques).
Type Kumoha 115
C'est une motrice d'extrémité (avec cabine) équipée d' un contrôleur principal et d'un bloc contrôle de résistance  , et forme un duo de fonctionnement  avec le type Moha 114.Elles ne seront construites qu'à partir de 1966 et sont donc absentes des premiers modèles Contrairement à la voiture express Mc, la prise d'air de refroidissement du moteur principal était installée au-dessus de la fenêtre de poche de porte (petite fenêtre entre la porte de cabine et la première porte)  près de l'avant comme le type Kumoha 103.
Type Moha 115
C'est une motrice intermédiaire équipée d'un contrôleur principal et  d'un bloc contrôle de résistance , et forme une unité avec le type Moha 114. Avec les types Moha 114 et Kuha 115, qui seront décrits plus loin, c'est le format typique depuis le début de la production.
Type Moha 114
C'est une motrice intermédiaire équipée d'équipements auxiliaires tels qu'un groupe électrogène (MG) et un compresseur d'air (CP) ainsi que du pantographe  . Forme un duo de fonctionnement avec Kumoha 115 ou Moha 115.
Type Kuha 115
Voiture avec cabine (compagnon de contrôle en japonais). À l'exception d'une partie, des toilettes seront installées dans le coin arrière côté troisième place.
Type Saha 115
Construite à partir de 1966 (Showa 41) Voiture intermédiaire . Dans la série de base (115-0)et la série 115-300, un WC est installé dans l'angle côté 3e place.
Type Kumoha 114
Une motrice d'extrémité équipé d'équipements auxiliaires tels que MG / CP et aussi des pantographes, qui sont en fait des modifications du type Moha 114 pour pouvoir composer une formation de  train à deux voitures. Comme le type Kumoha 115, la prise d'air de refroidissement du moteur principal pour le bogie avant est montée sur le dessus de la fenêtre de poche de la porte latérale avant.

### Plan d'introduction et annulation des voitures de première classe et des voitures vertes
Semblable aux séries 111 et 113, la série 115 avait également un plan pour introduire des voitures de 1re classe et des voitures vertes , mais le plan ne s'est pas terminé comme prévu.
Sur la ligne principale de Tohoku et la ligne Takasaki, qui étaient les premiers itinéraires cibles de la série 115, des voitures de 1re classe issu de trains de séries 111 ont été incorporées dans certains trains locaux de passagers , de sorte que la 1re classe Salo 111 a été utilisée lorsque les premières voitures ont été fabriquées . Il y avait des plans pour fabriquer des Salo 115, mais ils ont été abandonnés . Le mécanisme de fermeture des portes était prévu pour être entièrement automatique et la carrosserie et l'équipement de la voiture devaient avoir presque la même structure que le type Salo 111.
Après cela, en 1980 (Showa 55), lors du remplacement des séries 111 et 113 du dépôt ferroviaire de Miyahara (actuellement le dépôt général d'Aboshi succursale de Miyahara) par la série 115 du dépôt ferroviaire d'Okayama, le plan de rénovation pour détourner les voitures vertes de la série 111 vers la série 115 est réapparu . À cette époque, les trains rapides des séries 111 et 113 de la ligne Uno exploitaient la série Salo 113, qui avait une capacité de 48 personnes et était équipée de sièges inclinables, mais en 1980, "la connexion" des voitures vertes a été interrompue dans le district de Keihanshin.
Après cela, des voitures vertes ont été introduites dans les formations de la ligne Tohoku/Takasaki en 2004 après le passage à JR, et sur la ligne Uno, le rapide " Marine Liner " a été introduit après l'ouverture de la ligne Seto Ohashi en 1988.
Avant cela, pendant environ deux ans à partir de 1970, les Saro 165-14 et 15 ont été remodelés pour la série 115 et utilisés pour l' express « Kaiji » sur la ligne Chuo-Higashi. C'était le seul exemple d'opération commerciale incorporant des voitures vertes dans la série 115, mais elle n'a pas été renumérotée .

## Variantes

### 115-0
Apparue le 31 janvier 1963, et 569 voitures ont été fabriquées jusqu'en 1971 (Showa 45).
À partir de la gare d'Utsunomiya , de nouveaux trains ont été installés dans les dépôts ferroviaires de Shin-Maebashi (actuellement le centre ferroviaire de Takasaki), Mitaka (actuellement le centre ferroviaire de Mitaka) et le dépôt ferroviaire d'Oyama (actuellement le centre ferroviaire d'Oyama) , qui a été créé en juillet 1966.
La formation type pour la ligne Tohoku / Takasaki était essentiellement une formation de 4 voitures 2M2T, similaire à la série 401, et une formation de 12 voitures composée d'une "formation de base" de 8 voitures(composé de deux formations de 4 voitures) et une "formation accompagnante" de 4 voitures soit au total 3 formations de 4 voitures. Les trains de la ligne Chuo-Higashi sont essentiellement des trains à 3 voitures compte tenu de l'accès à la ligne Fujikyuko, et les trains à 8 voitures , constitués de deux voitures  prises en sandwich entre deux trains à 3 voitures  . En 1969, une formation  de 7 voitures dont le type Saha 115 est apparu sur la ligne Tohoku/Takasaki, et l'exploitation avec un maximum de 15 voitures a été lancée (soit 7+4+4 voitures).
Les fenêtres de la cabine sont les mêmes que celles de la série 111, de type ouvrants supérieur ou inférieur. Toutes les voitures ont été initialement achevées sans climatisation . Les ventilateurs n'étaient pas du type à gants de la série 111 mais de type push-in en tenant compte des régions froides , soit 7 dans le Moha 115 et 6 dans le Moha 114 et le Kuha 115 ont été installés en quinconce sur le toit.
Un groupe électrogène MH97-DM61 d'une capacité de 20 kVA est installé dans le type Moha 114 et deux compresseurs d'air MH80A-C1000 (CP) sont installés dans le type Moha 114 . À cette époque, le compresseur d'air de grande capacité de type C2000 était en cours de développement, mais au cours des années suivantes, on installera le type C2000.
Le type Kuha 115 adopte deux coupleurs de type KE58 installés dans les deux sens . Les phares étaient de grandes lampes à incandescence et le sifflet à air était équipé d'une gaine thermique . Lorsqu'il est installé au milieu, le côté du siège passager (jumpseat) peut être rabattu et transformé en habitacle (siège debout).
En 1966, certains trains de la ligne Chuo-Est ont été remplacés par des nouveaux trains électriques, et la série 115 pour la ligne Chuo-Est a été choisie. De plus, la voiture Saha 115 permettait également de former un train de 8 voitures . Les voitures à toit bas de la série Moha 114 de type 800 sont également apparues pour accueillir des tunnels étroits, et des voitures à toit bas ont été placées dans le dépôt ferroviaire de Mitaka pour la ligne Chuo-Higashi et également dans le dépôt ferroviaire d'Oyama.
L'unité de voiture électrique Moha 115/114-87 de la voiture privée en 1965 a été remplacée le CS15A par le type CS15B avec un câblage interne amélioré du contrôleur principal, et le compresseur d'air a été remplacé par un type MH113A-C2000M  . Moha 115-94-, le premier véhicule de 1966, a été remplacé par le type CS15C, qui implémentait un relais sans contact pour le contrôleur principal.
Certaines voitures qui étaient budgétées pour l'exercice 1968, ont subi des modifications de conception pour améliorer les performances de résistance à la neige. Le contrôleur principal a été remplacé par le type CS15E, qui a effectué les travaux de préparation de l'appareil à charge appliquée et le renforcement de la structure résistant à la neige, et le moteur principal a été remplacé par le type MT54B, qui a mis en œuvre le renforcement de la structure résistant au froid . En ce qui concerne la carrosserie, la porte coulissante des portes ont été fabriquées en acier inoxydable et la forme de la poignée de la banquette transversale a été modifiée . À l'avant, un volet résistant à la neige a été installé sur le sifflet à air de type AW-5, et un sifflet de rechange AW-2 sur le toit similaire à la locomotive électrique a été ajouté.
Une motrice Moha 115-127-, en 1970, a été modifiée en remplaçant le CS15 C par le type CS15F avec un contrôleur principal sans contact tel qu'un relais de limitation de courant et de réduction de pression.
Plus tard, les séries 115-0 ont été affectées dans les districts de Niigata, Shizuoka, Okayama et Shimonoseki. En 2015, tous les véhicules, sauf les véhicules rénovés, ont été mis au rebut.

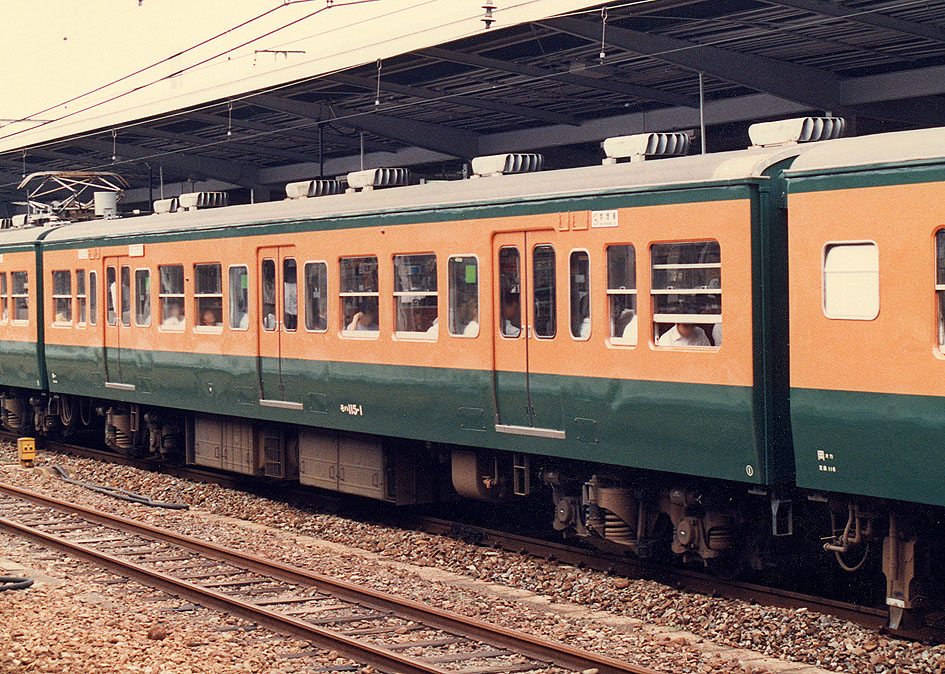
Motrice intermédiaire.
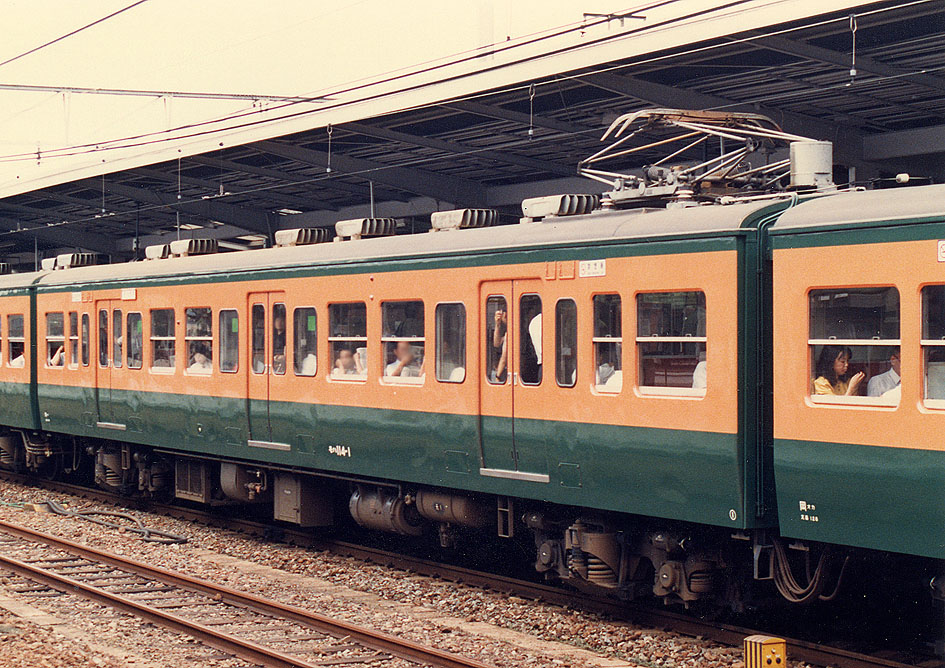
Motrice avec pantographe.

#### Cas special (モハ)MoHa 114-800
À l'ouest de Takao sur la ligne principale de Chuo, où se trouve un tunnel à section étroite , il y avait une restriction de 4 000 mm sur la hauteur de pliage du pantographe à partir de la surface du rail. Par conséquent les 4 140 mm de hauteur du type Moha 114 ne peuvent y passer sous peine de dégâts. La hauteur de toit du pantographe de type PS16 fut donc abaissée de 180 mm, à une hauteur totale de 3 960 mm lorsque le pantographe est replié.31 voitures de ce type ont été fabriquées par  Kawasaki Sharyo.
Depuis que le pantographe de type PS23 à faible hauteur de pliage a été développé , la structure de toit basse a été supprimée de conception à partir de la série 115-300, à l'exception de la série 115-2600 pour la ligne Minobu, autre cas a part.

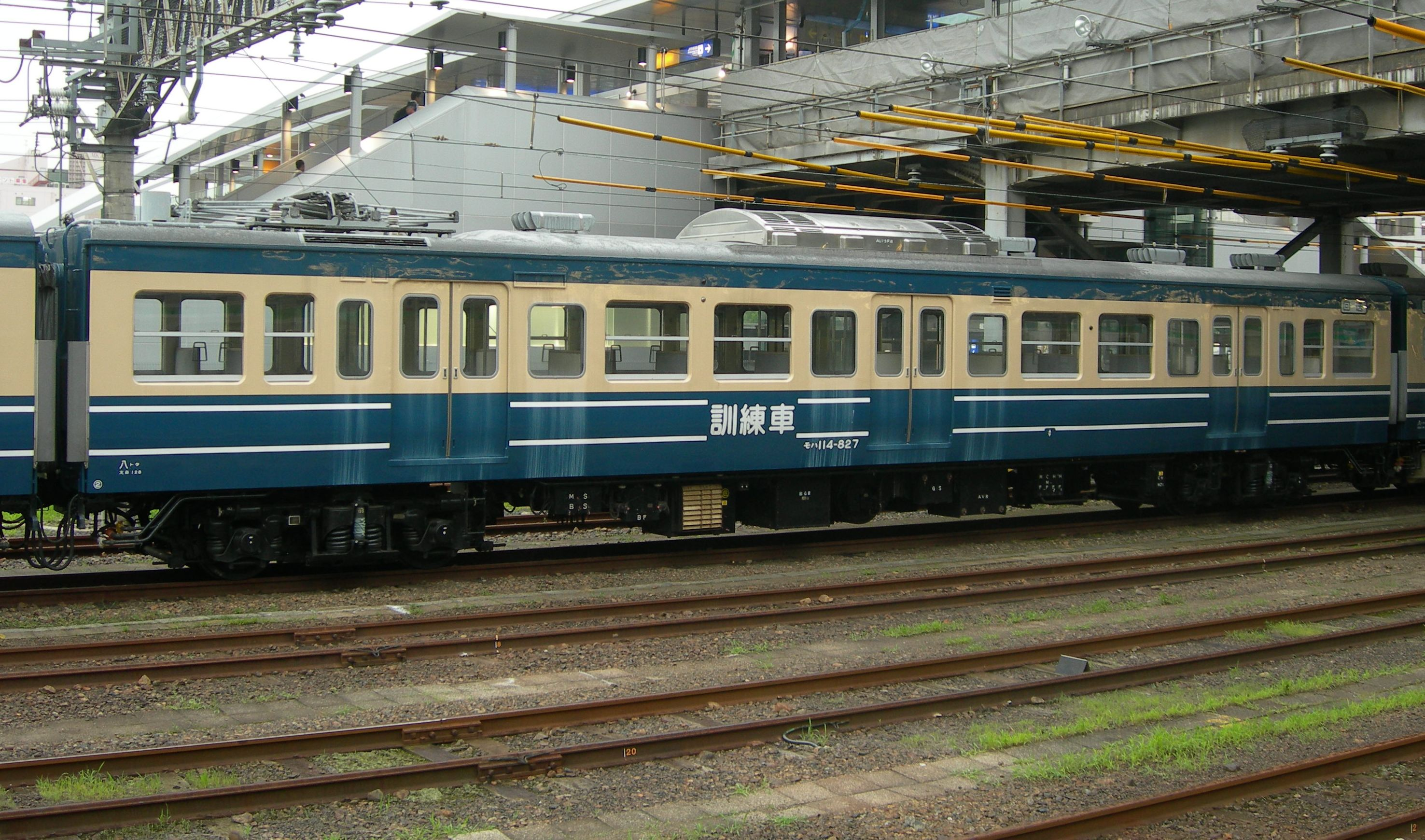
Moha 827(serie 800 donc avec toit rabaissé) fraichement rénovée.
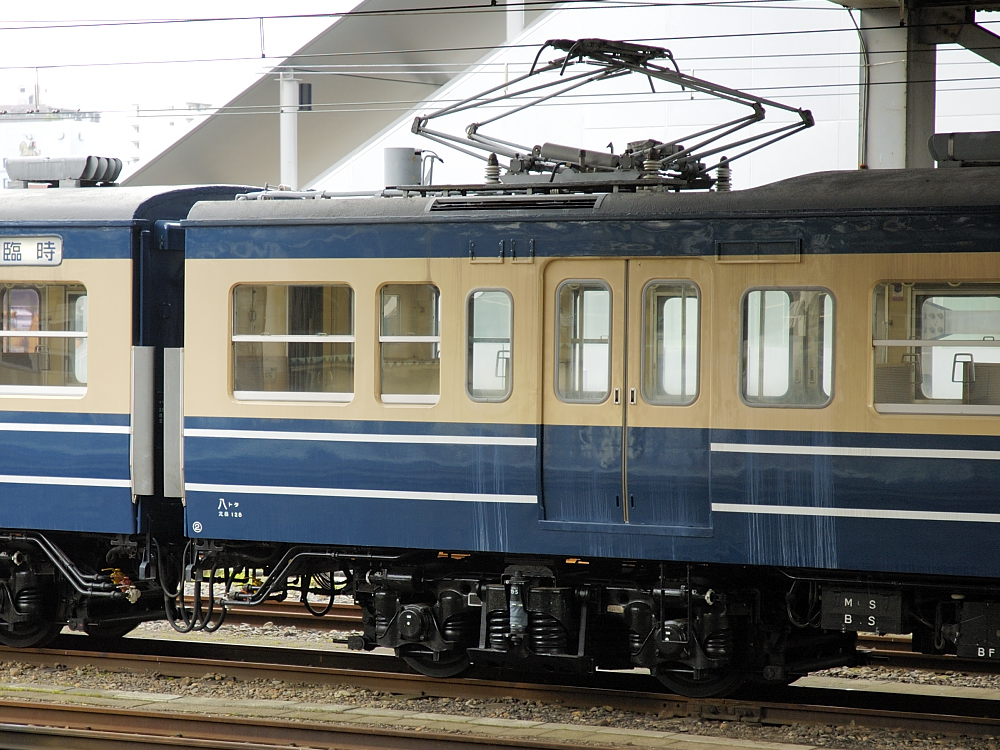
Gros plan sur le pantographe. Notez l'abaissement du toit au niveau du pantographe.
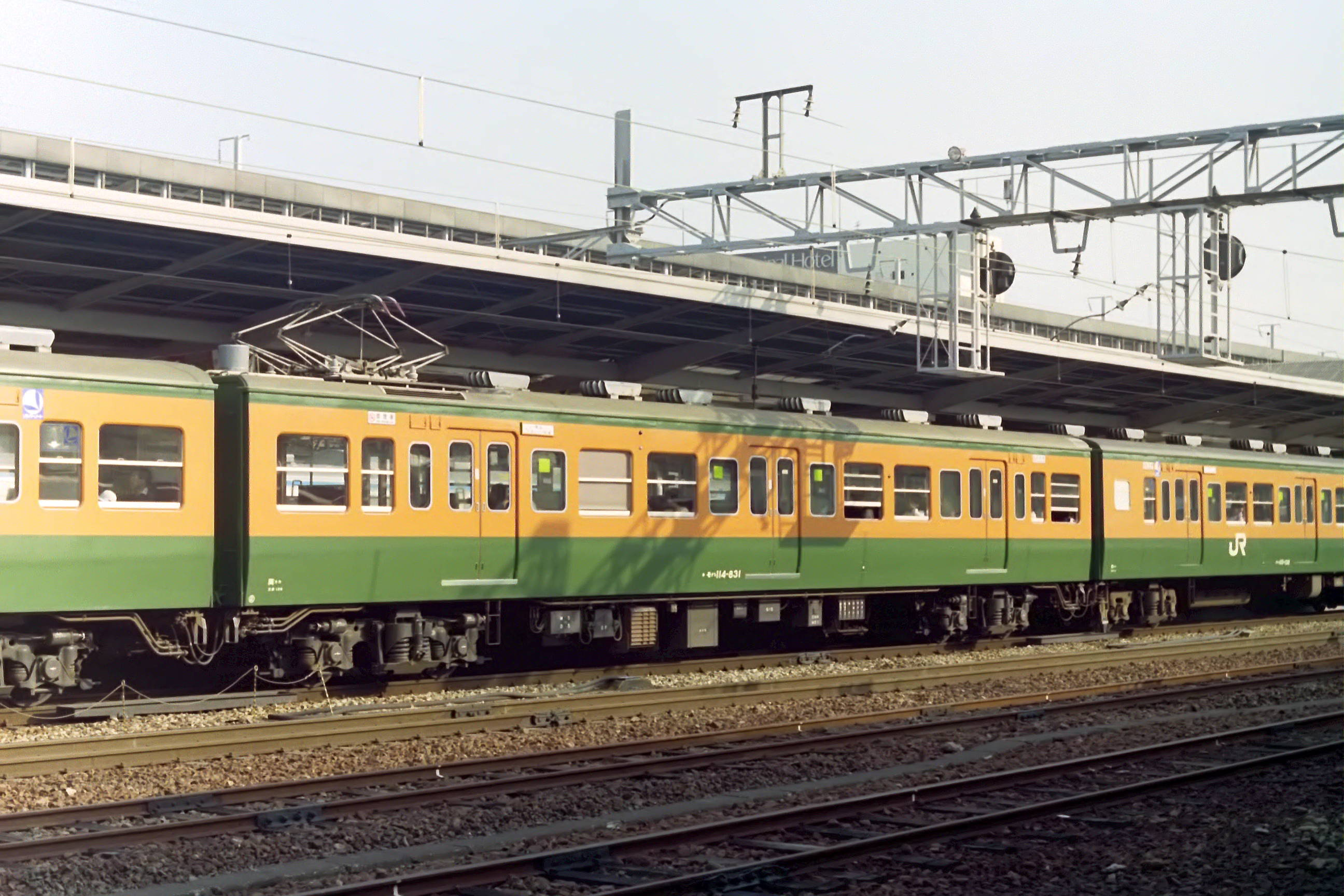
Vue de 1988 de la Moha 114-831.

### 115-300
En 1973 (Showa 48), la ligne Tohoku-Takasaki est devenue très encombrée pendant les heures de pointe en raison du fort développement de zones résidentielles le long de la ligne et d'autres lignes du secteur. Comme contre-mesure contre la congestion, des trains express  séries 165 et 169 ont été exploités à intervalles réguliers. Les nouveaux trains ont été placés dans les dépôts ferroviaires d'Oyama , Shin-Maebashi et Mitaka, mais à la suite de l' incident Ageo (une grève importante) survenu le 13 mars 1973 , la priorité a été donnée à la commande de matériel roulant pour des trains supplémentaires sur les lignes Tohoku et Takasaki. La série 115 sera dévolue à renforcer l'offre de transport de la ligne Takasaki en "comblant" les espaces de circulation avec les trains Express Limité. Entre-temps, en 1970, un prototype de voiture avec la climatisation a été mis en place sur la série 113-1000 en 1972.
488 voitures de la série 300 ont été fabriquées entre 1973 et 1977..Équipée d' une climatisation centralisée de type AU75C dès la conception , cela a permis la suppression des ventilateurs . Le convertisseur statique (MG) de type MH135-DM92 de 160 kVA (sortie : triphasé AC 440 V) et les équipements associés (qui pouvaient alimenter jusqu'à 4 voitures, y compris le propre véhicule pour l'alimentation électrique de la climatisation) sont installés dans le type Moha 114 . Pour cette raison, une prise d'air de refroidissement a été installée au-dessus de la fenêtre de poche de porte . Le moteur de traction était du type MT54D, et la résistance principale était équipée d'un MR52D amélioré .
Afin de réduire le temps de fabrication et d'économiser de la main-d'œuvre pour l'entretien, la méthode d'assemblage de la fenêtre de la cabine a été modifiée et remplacée par une fenêtre externe à encliquetage qui a été fabriquée séparément. Les fenêtres latérales sont de type ouverture verticale, et peu s'ouvrir complètement (la vitre glisse dans la carrosserie). Des travaux préparatoires pour l'installation d'un indicateur de destination à déroulement électrique (girouette) ont été effectués. Quant à l'assise des sièges, la profondeur de l'assise a été élargie de 520 mm à 550 mm pour améliorer le confort d'assise .
La cabine du conducteur a un espace agrandi du côté du conducteur et une nouvelle fenêtre a été ajoutée devant la porte de la cabine du conducteur . La porte de la cloison du côté de l'assistant a été remplacée par un type fixe et la fenêtre de la cloison a également été réduite . L'agencement des équipements de la cabine a été modifié pour être plus ergonomique .
Les leçons tirées de l'accident de l'incendie du tunnel de Hokuriku en 1972(incendie dans un tunnel depuis la voiture fumoir) , les sièges (rembourrage et dossier) et les matériaux de surface du sol ont été modifiés pour respecter les nouvelles normes anti incendie pour les longs tunnels (celui de hokuriku fait 13 km) .Un sectionneur a été installé sur le toit de type Moha 114, et le câblage a également été gainé .Les phares étaient des lampes projecteurs de plus petits diamètre que les versions précédentes, et l'épaisseur de la carrosserie avant était renforcée pour assurer la sécurité de l'équipage et réduire les dommages au véhicule en cas d'accident à un passage à niveau.
Avec la révision des horaires en mars 1975, il a été décidé qu'un nouveau train serait introduit en tant que "train électrique à grande échelle" (traduction :nouveau train capacitaire) pour la Ligne Chuo.
Les contre-mesures contre le tunnel à section étroite de la ligne Chuo-Higashi n'étaient plus la voiture conventionnelle à toit rabaissé (voir moha 114-800) , mais le nouveau pantographe de type PS23 à faible hauteur de pliage développé au moment de l'électrification de la ligne Chuo-Ouest et de la ligne Shinonoi en 1973.

### 115-1000
Sur la ligne Joetsu et la ligne principale Shinetsu , les anciens modèles de trains de type séries 70 et 80 étaient en service jusqu'à la révision des horaires en mars 1972, mais elles ont été remplacées par la nouvelle voiture de performance série 115-300. Initialement, il était prévu d'introduire un nouveau type de climatisation sur la série 115-300, mais en raison de la fréquence des pannes de véhicules dues aux dommages causés par la neige à Hokkaido et Tohoku, des équipements résistants au froid et à la neige pour les zones très enneigées étaient nécessaires . D'autre part, il y avait une demande pour un pas de siège transversal plus large pour les trains de banlieue, de sorte que la série 115 série 1000 est apparue en décembre 1977 comme une nouvelle sous série qui incorporait ces améliorations.

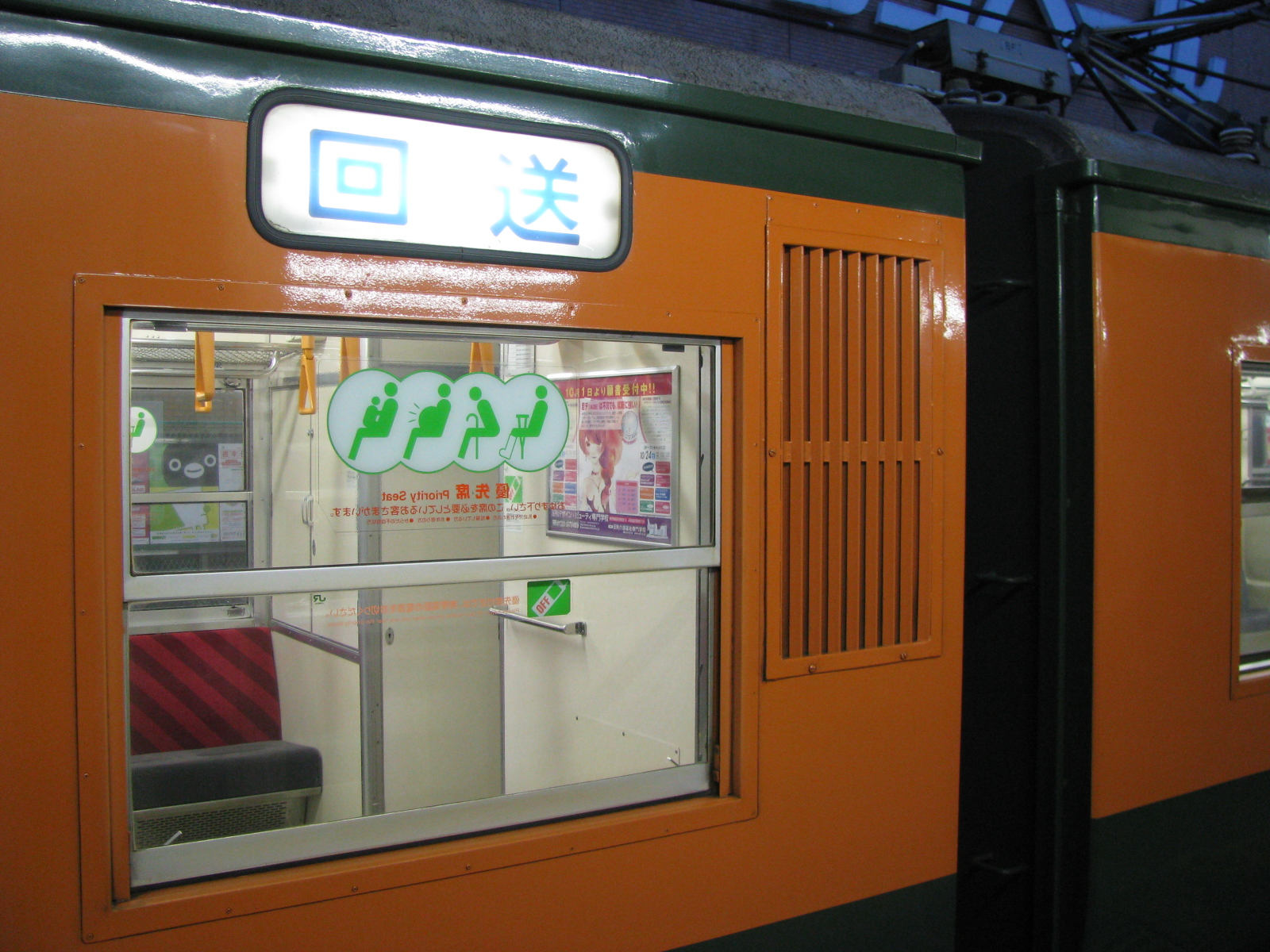
Grille/persienne pour le refroidissement des moteurs

651 voitures ont été fabriquées jusqu'en 1982 (Showa 57) . En plus d'unifier et standardiser la conception avec les trains de la série 417 introduits pour la région de Sendai , la série 115-1000 suit la conception de la série 485-1000 (introduite en 1976), qui a fait ses preuves en matière de performance de résistance au froid et à la neige. Les modifications et améliorations de conception décrites ont été apportées sur la base de la caisse série 115-300 , et ces améliorations ont été reportées sur la série 113-2000 et la série 415-100 qui sont apparues plus tard.
La carrosserie du véhicule est un "véhicule à pas de siège amélioré" qui a été étendu au même niveau que le véhicule express conventionnel ., avec une largeur de siège transversale de 930 → 1 040 mm et un intervalle (pas de siège) de 1 420 → 1 490 mm . . Parallèlement à cela, les dimensions de l'espace entre les portes latérales et la disposition des fenêtres ont été modifiées. L'éclairage du train a remplacé les lampes à incandescence conventionnelles par des lampes fluorescentes, et la capacité de chauffage de la cabine a également été améliorée .
Afin d'empêcher la neige de pénétrer dans la caisse, la grille d'admission d'air de refroidissement du moteur principal à l'extrémité de la voiture électrique a été supprimé, et la persienne nouvellement installée à l'extrémité arrière des 1er et 4e  voitures (à travers la salle coupe-neige) a été modifiée pour incorporer la structure . Le local technique contenant le tableau de distribution et autres équipements était installé à l'extrémité des  2e et 3e voitures , l'extrémité des motrices ont reçu une banquette longue pour 5 personnes, en lieu et place de sièges transversaux.

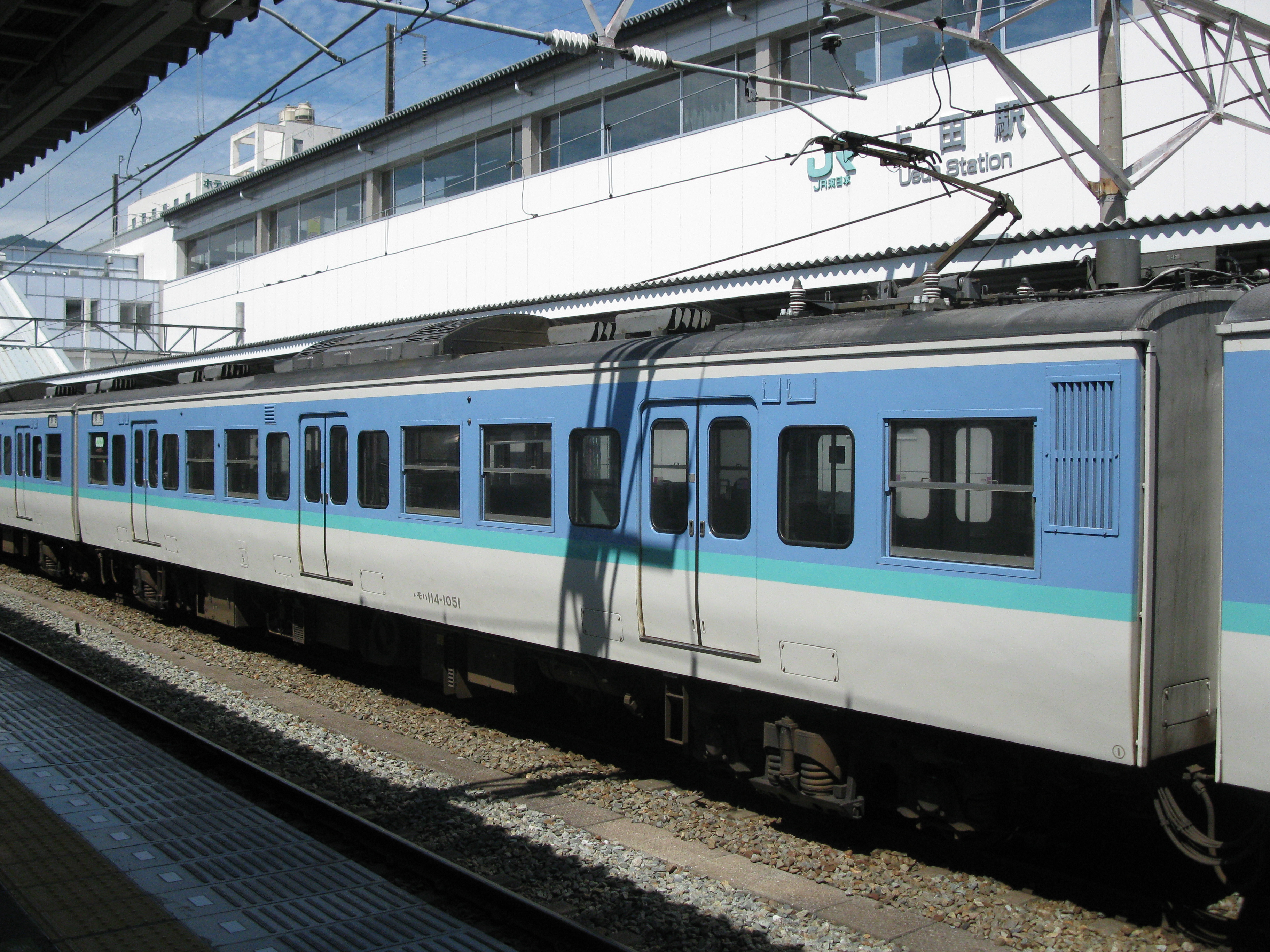
Motrice centrale (MoHa) avec grille de refroidissement .Notez le pantographe a un bras.

La salle de coupe-neige envoie de l'air extérieur frais à partir de la persienne sur le côté de la carrosserie de la voiture, sépare la neige à travers la soufflerie en forme de labyrinthe à l'intérieur de la salle de coupe de neige et fournit de l'air pour refroidir le moteur principal . En cas d'urgence, il est possible de passer à un ventilateur installé dans la cabine.
Au moment de l'apparition de la série 115-1000, la réduction du nombre de toilettes sur les trains JNR était commencée, et sur les trains de banlieue, la politique était de les installer uniquement dans l'une des voitures avec cabine de conducteur, et dans les voitures vertes de la formation (s’il y en avait). Pour cette raison, les toilettes de type Kuha 115 (voiture d'extrémité) n'ont été installées que dans les numéros pairs 1001-  , et les toilettes de type Saha 115 (voiture centrale) ont été supprimées . Plus tard, la politique de réduction du nombre de toilettes a été revue et annulée, et la conception du type Kuha 115 a été modifiée pour installer une toilette, même pour les voitures impaires .
Dans la région de Shinetsu, le ratio de véhicules électriques a été fixé à un niveau élevé compte tenu de la défaillance des motrices, De fait des trains de 5 voitures et des trains de 3 voitures, y compris des unités Kumoha 115 (motrice d'extrémité) et Moha 114,(motrice centrale) ont été formés . Les unités, y compris Kumoha, sont nouvellement placées dans le centre de Matsumoto (actuellement le centre de véhicules de Nagaoka),et la succursale de Kita Matsumoto.
Conçue comme une voiture climatisée, elle a également été introduite en tant que voiture climatisée dans la ligne Chuo-Higashi, la ligne Tohoku/Takasaki, la majeure partie de la région de Takasaki, et la région d' Okayama . Le bloc de climatisation centralisé de type AU75C a été installée de la même manière que sur la série 115-300 (position centrale. En plus du vissage avec une plaque décorative  , le nombre de ventilateurs, qui était de six dans la voiture conventionnelle, a été porté à sept (six pour le type Moha 114) .Afin d'améliorer la capacité de chauffage et d'empêcher le retour du flux d'air froid, les voitures  ont été équipés du refroidisseur de type MH135-DM92 d'une capacité de 160 kVA. Le compresseur d'air était équipé du type MH113B-C2000M, qui était également utilisé dans la série 183-1000 et la série 485-1000 . Des coupleurs ont également été installés, KE5 (triphasé) pour la puissance de refroidissement et KE76 pour le contrôle du refroidissement.
Puisqu'il y avait une opinion sur l'ouverture et la fermeture manuelles de la porte semi-automatique montrant que c'était "lourd "et que le moteur semblait peiner à ouvrir, le moteur de porte de type TK8A a été installé sur la base du type TK8 conventionnel, afin qu'il puisse être ouvert et fermé plus facilement. Les améliorations apportées au mécanisme de verrouillage de la porte ont réduit la lenteur de l'ouverture et de la fermeture manuelles pendant le fonctionnement semi-automatique.
La cabine du conducteur a été renforcée contre les chocs en tant que cadre intégré à la carrosserie de la voiture . Afin d'empêcher les courants d'air de traverser la porte, nous avons utilisé un caoutchouc d'étanchéité expansif pour la porte de la cabine du conducteur, qui a été testé sur la série 415-0. La capacité de chauffage a également été améliorée, éliminant la nécessité pour les membres d'équipage d'apporter des coussins électriques et des réchauds électriques dans la cabine en hiver.
Le bogie est de type DT21B pour les bogies moteurs, et de TR62A pour le bogie porteur . Les ressorts d'essieu et les ressorts de suspension étant recouverts d'une couche de neige régulièrement et les coussins de balançoire également, on décida  de les perforer pour empêcher l'accumulation de neige. Le pantographe est équipé du type PS23A pour la Chuo East Line et la zone Nagano/Matsumoto, et du type PS16J avec couverture neigeuse pour la zone Niigata/Takasaki.
Comme pour la série 485-1000, le dispositif de commande de frein et l'électrovanne sont intégrés dans un boitier étanche pour éviter les dommages dus aux projections de pierres causées par les chutes de neige. Afin d'éviter les bris de conduites d'eau dus au fait de rester la nuit dans des zones extrêmement froides telles que la gare de Karuizawa et la gare de Kobuchizawa, le dispositif automatique d'alimentation en eau et de drainage adopté dans la série 485-1000 est installé, et l'eau dans le tuyau d'alimentation en eau est automatiquement vidangée pour éviter de geler dans les conduits.
Sur une série suivante (intégrée à la série 1000) fabriquée pour l'électrification  de la ligne Hakubi  en juillet 1982, la toiture a été redessinée avec un revêtement en résine de polyuréthane. La plaque de ceinture extérieure et le bloc clim AU75G ont eu des mesures de prévention contre la corrosion, telles qu'avec l'utilisation d'acier inoxydable pour le couvercle du système de refroidissement centralisé. La toile de toit isolante conventionnelle présentait le problème de l'eau de pluie entrant et corrodant des parties internes, mais avec la série 185, une méthode de toiture enduite a été adoptée à titre d'essai, dans laquelle une résine de polyuréthane a été recouverte et du sable de silice antidérapant. Bien que cette méthode entraîne une augmentation du poids et du coût des véhicules, elle a également été adoptée dans les véhicules de type nouveau tels que la série 201 et les véhicules de construction à entretien spécial qui ont été construits plus tard car elle était excellente en termes de prévention de la corrosion.
Durant les rénovations ayant eu lieu sur différentes années en fonction des réseaux, diverses modifications ont été effectuées en plus du  nettoyage et récurage de la corrosion, la plus notable étant l'utilisation de pantographe à un bras.

### 115-2000
À la fin des années 1970 les séries 115-300 et -1000 ont été déployées sur la ligne principale Sanyō dans les zones d'Okayama et Hiroshima.Parallèlement les série 115-0 et -300 ont été déployées sur les lignes de Tohoku et Takasaki,remplaçant des séries plus âgées telles que les séries 77 et 80.
Dans l'optique de supprimer les série 80 restantes dans le secteur d'Hiroshima on envisage d'affecter des séries 115. Mais là ou à Okayama possède une ligne de montagne, le secteur d'Hiroshima est sous climat chaud toute l'année et tout l'équipement des 115-1000 qui permet une exploitation sous la neige est superflu. On construit pour cela une Serie 115-1000 (avec sièges amélioré de cette série) avec les standards de la série précédente la 115-300.... Une série 115-2000 simplifiée est donc apparue en mars 1977. Elle fut produite parallèlement à la série -1000, et 147 voitures furent fabriquées de 1978 à 1981 . Les formations étant toute de type Formation III  ,il n'y a pas de production du type SaHa 115-2000 .
Malgré tout, des garde-obstacles renforcés et des chasse-neige sont installés sur toutes les voitures de tete.
Le bogie est le même que celui de la série 115 série 1000, le bogie électrique est DT21B et le bogie associé est TR62A, mais la couverture anti neige pour le ressort de coussin est omise. Le pantographe est PS16 comme la série 115 série 300, et le moteur-générateur est le MH135-DM92 d'une capacité de 160 kVA comme la série 115 série 1000 .
Un groupe de 8 trains de 6 voitures (TcMM'MM'Tc') et 13 trains de 4 voitures (TcMM'Tc')   ont été placés au centre de maintenance d'Hiroshima pour être utilisés sur la ligne principale de Sanyo à l'ouest de Himeji . Au total, 100 voitures ont été construites pour ce centre. Avec cette introduction, l'exploitation des séries 70 et 80 dans la région de Sanyo a pris fin et la "nouvelle performance" a été achevée . Toutes les voitures sont équipées de climatisation, et les Kuha 115-2001 à 2021 sont équipées d’un dispositif d'élimination des déchets (dus aux toilettes) en circulation .

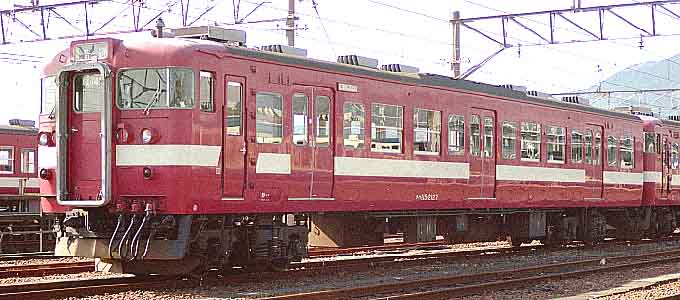
Une série 115-2600 de la ligne Minobu formation L25

En 1981, la ligne Minobu doit recevoir la nouvelle série 115, à l'exception de la série 62 avec voitures modifiées .Pour la ligne Minobu, le type Kumoha 115(motrice d'extrémité) a également été fabriqué afin de prendre en charge le fonctionnement avec un train de 3 voitures . La ligne Minobu ayant un tunnel étroit qui ne peut pas être traité par le pantographe PS23A, le type Moha 114 a été complété par une nouvelle classification en tant que série 115-2600 avec le toit de la section du pantographe réduit de 20 mm.
La peinture est rouge vin (rouge n° 2) inspirée des raisins de Koshu et blanche (crème n° 10) . La ligne Minobu a été la première à utiliser du ruban adhésif pour la bande blanche par JNR, et la même méthode a été adoptée lorsque les dernières séries 103 -1500 et 115-3000 qui ont été construites après .
Du fait qu'il s'agissait de lignes locales et de la situation financière de la JNR à cette époque qui s'aggravait, l'installation d'un dispositif de climatisation a été reportée.Elle a été construite via un cahier des charges qui prévoyait et installait une pré installation de climatisation et ce même après l'installation de la  surventilation. L'affichage de destination latéral et le dispositif de traitement des eaux usées en circulation ont été prévus dans les travaux préparatoires, mais ont été installés après la privatisation  en 1987.
Le toit a été complété avec le même revêtement en résine de polyuréthane que la serie 115-1000 . Avec la révision du nombre de toilettes dans les trains de banlieue, le type Kuha 115 fait installer des toilettes dans les voitures impaires . Au début de l'exploitation sur la ligne Minobu, les toilettes des voitures impaires étaient fermées .
La ligne Minobu a une faible hauteur de catenaire dans le tunnel en raison du choix de Fuji Minobu Railway, l'ancien chemin de fer privé repris par la JNR en 1941.La hauteur de pliage du pantographe à partir de la surface du rail est encore inférieure aux 3 980 mm de la ligne Chuo- Higashi . Il y avait une contrainte à 3 960 mm de hauteur. Pour cette raison, la distance d'isolation de 3 983 mm du toit avec le pantographe type PS23A ne peut pas être sécurisée, de sorte que la forme du toit de la partie de montage du pantographe a été réduite de 20 mm sur environ 2 750 mm dans le sens longitudinal de la carrosserie de la voiture . 13 voitures ont été fabriquées en 1981 (Showa 56) .Toutes les voitures ont été placées dans le dépôt de Numazu. Elles  ont ensuite été transférées au dépôt de Shizuoka (actuellement le district des véhicules de Shizuoka) et a été repris par JR Tokai ,(JR Central).

### 115-3000
Dans les années 1980 , JNR qui avait réduit le nombre de trains sur la ligne principale de Sanyo, dans la zone d'Hiroshima de 6 à 4, a introduit le ' Hiroshima City Train ', qui vise à améliorer le service en ré-augmentant le nombre de trains en service (15 novembre 1982) .Une tentative a été également faite pour améliorer le transport entre la gare d'Hiroshima et la gare d'Iwakuni en mettant en place des intervalles conventionnels de 20 minutes pour les trains à 6 voitures à des intervalles de 15 minutes pour les trains à 4 voitures.
En outre, il était prévu de remplacer la série 153 vieillissante , qui était principalement exploitée à l'ouest d'Hiroshima sur la ligne principale de Sanyo. Pour la remplacer on décide de produire la série 115-3000 ,et également en tant que contre-mesure, contre les systèmes de transport concurrents tels que le chemin de fer électrique et les bus d'Hiroshima , et pour la desserte des sites touristiques tels que Miyajima .
La série 115 -3000 sont des formations de 4 voitures construites pour la révision des horaires de novembre 1982 (Showa 57)<note>Révision des horaires en novembre, c'est plutôt rare</note>, avec un total de 24 voitures (6 formations), Le reste est en fait la réutilisation de série 111 raccourcies a 4 voitures.
Le nez et l'équipement principal sont les mêmes que ceux de la série 115-2000, mais le côté de la carrosserie et l'intérieur de la voiture sont similaires à ceux de la série 117 avec seulement 2 portes par faces . L'affichage de destination électrique sur le côté a été installé dès la production, et il a été disposé de manière décalée comme la série 201 pour éviter qu'ils ne soient côte à côte au niveau de l'intercirculation. Le train étant exploité dans la région d'Hiroshima, il ne sera pas équipé d'un chasse-neige .
Pour la première fois, la couleur Setouchi  a été adoptée pour la peinture corporelle, à base de crème n ° 1(jaune brun clair),et ceinturée de bleu n ° 20(ou bleu vif) . La ceinture bleue est une représentation de la mer intérieure de Seto . La couleur Setouchi s'est répandue comme peinture standard dans la région de Sanyo et a également été adoptée pour les véhicules autres que la série -3000.
L'intérieur de la voiture est composé de sièges transversaux convertibles similaires à la série 117 . Les sièges situés à côté des toilettes et de l'intercirculation sont longitudinaux . Le plafond est similaire à la série -2000. Le placage à l'intérieur de la voiture était de la même couleur crème que la série 415-500, et la moquette du siège était d'une couleur brun chaud .
Le bogie est un bogie à ressort métallique similaire à la série 115 conventionnelle, avec le bogie électrique DT21B et le bogie associé TR62A . Le moteur de traction était équipé de MT54D et le contrôleur principal de CS15F . En ce qui concerne le compresseur d'air, le type C-2000M a été installé dans le type Moha 114, et le type C-1000 a été installé sur la Kuha 115 en vue d'un mélange avec la série 111 .
À cette époque, il y avait déjà peu de cas d'exploitation de formations avec une seule motrice, et la redondance était assurée par le doublement des équipements. Deux pantographes de type PS16 ont été installés sur la MoHa 114, mais l'un est toujours utilisé comme pièce de rechange en cas d'avarie.
La climatisation était équipée d'un type AU75G centralisé à économie d'énergie, avec un couvercle en acier inoxydable non peint . Le toit est un toit peint en résine de polyuréthane et des mesures anti-corrosion ont été prises ,tels que le FRP pour les ventilateurs et l'acier inoxydable pour le lambris extérieur.
Le panachage avec d'anciennes séries 111 a entrainé une série de modifications sur la plupart des équipements pour permettre de combiner les deux modèles pourtant assez proches.
Au final 66 voitures seront exploitées d'abord par la JNR et ensuite après 1987 par la JR West
En raison du début de l'exploitation par un seul homme dans la région de Shimonoseki à partir de la révision de mars 2023, une modification des trains pour une exploitation EAS (par un seul homme) est en cours pour les trains autres que N-06 et N-12.

### Voitures modifiées
Après 1983 ,la JNR puis les exploitants issus de l'éclatement de celle-ci n'ont cessé de modifier les series 115 en fonction des besoins et des aléas.
La numérotation des séries modifiées est toujours par une dénomination incluant /ajoutant des centaines et spécifiquement 500 (par exemple série 115-1500 /115-3500/115-1600)
Une des actions fut d'installer la climatisation sur les series 115-0 et -300 dépourvues d'origine. Il y a eu aussi des modifications de formations avec la réduction de formations a 6 voitures passant a 4 voitures ou parfois de 3 voitures pour 2 voitures.

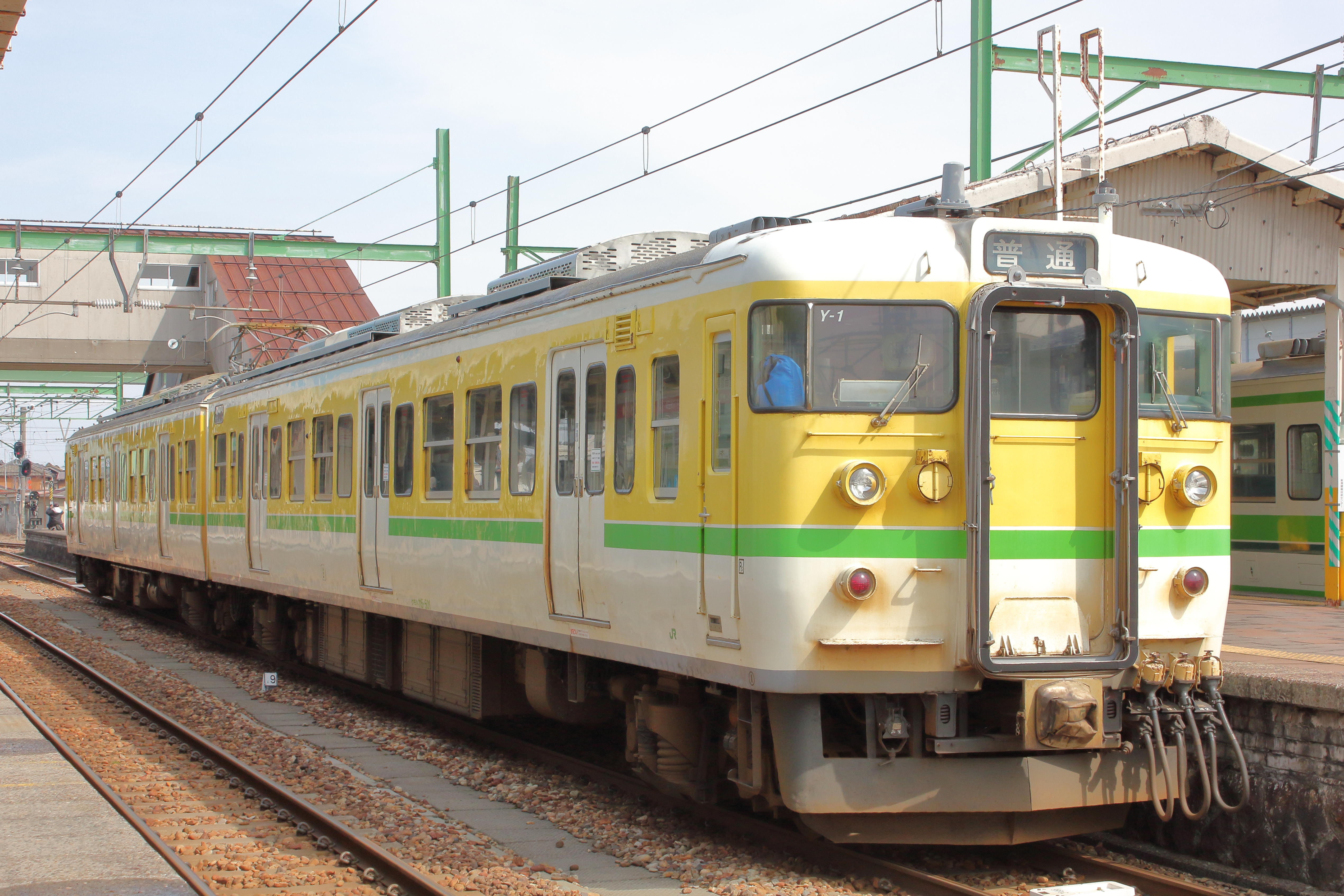
Formation a 2 voitures ,toutes motrices, sur la ligne Echigo/Yahiko

La numérotation au final, en a été grandement modifiée et n'est plus représentative de celle d'origine (avant 83) la plupart des voitures /formations ayant été modifiées au moins une fois durant leur vie.
De plus du fait de "l'effet cascade" des affectations ,ou le matériel neuf remplace l'ancien, de nombreuses séries 115 non équipés initialement pour la neige durent être modifiées pour pouvoir supporter les climats neigeux et rejoindre les 115-1000 déjà affectées dans ces régions.
Elles subirent également  le remplacement d'équipements par des neufs,et plus performants (la climatisation par exemple) ou les pantographes

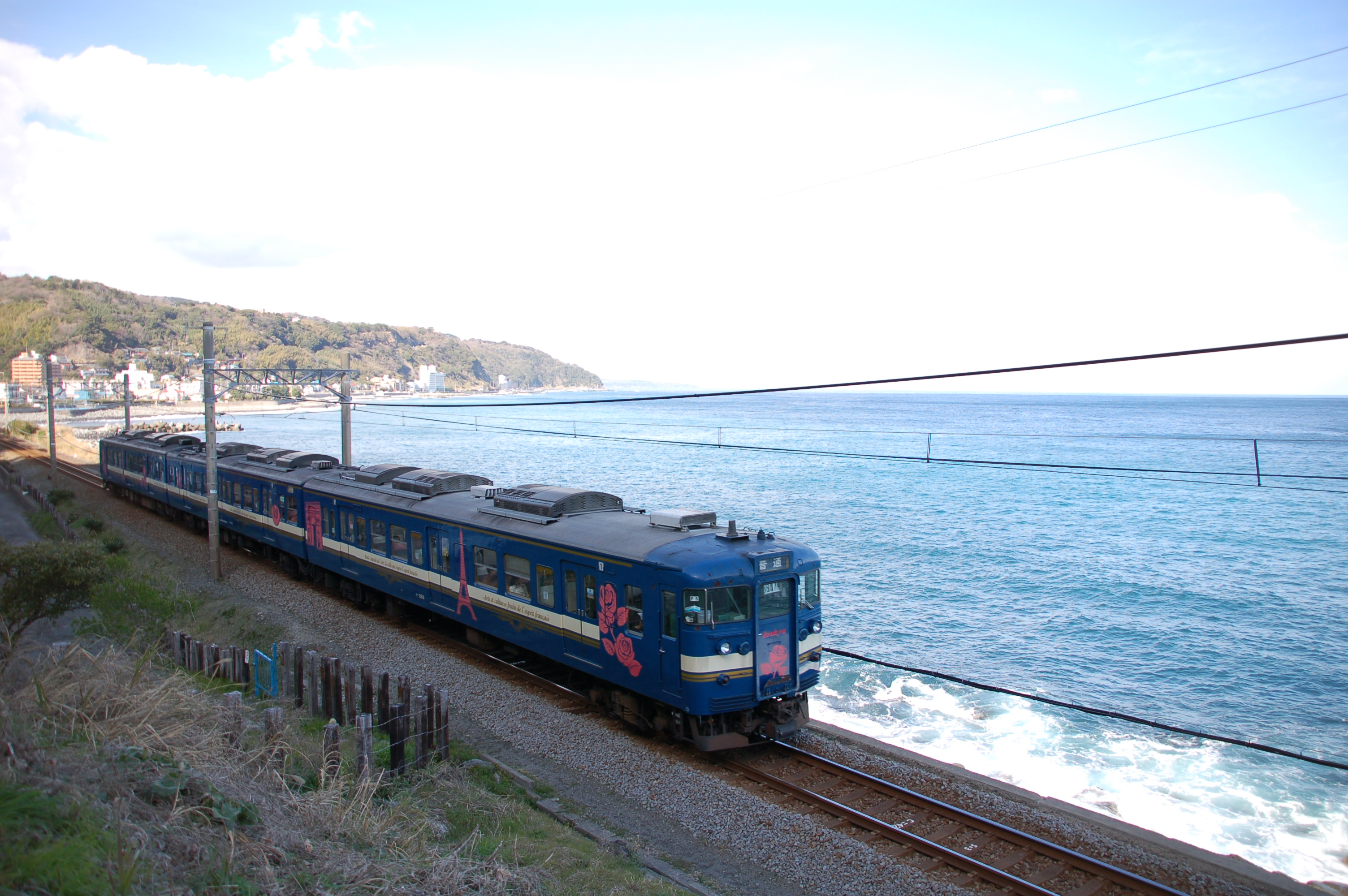
Serie Izukyu 200 (ex 115) sous livrée speciale "arts et tradition francaises"

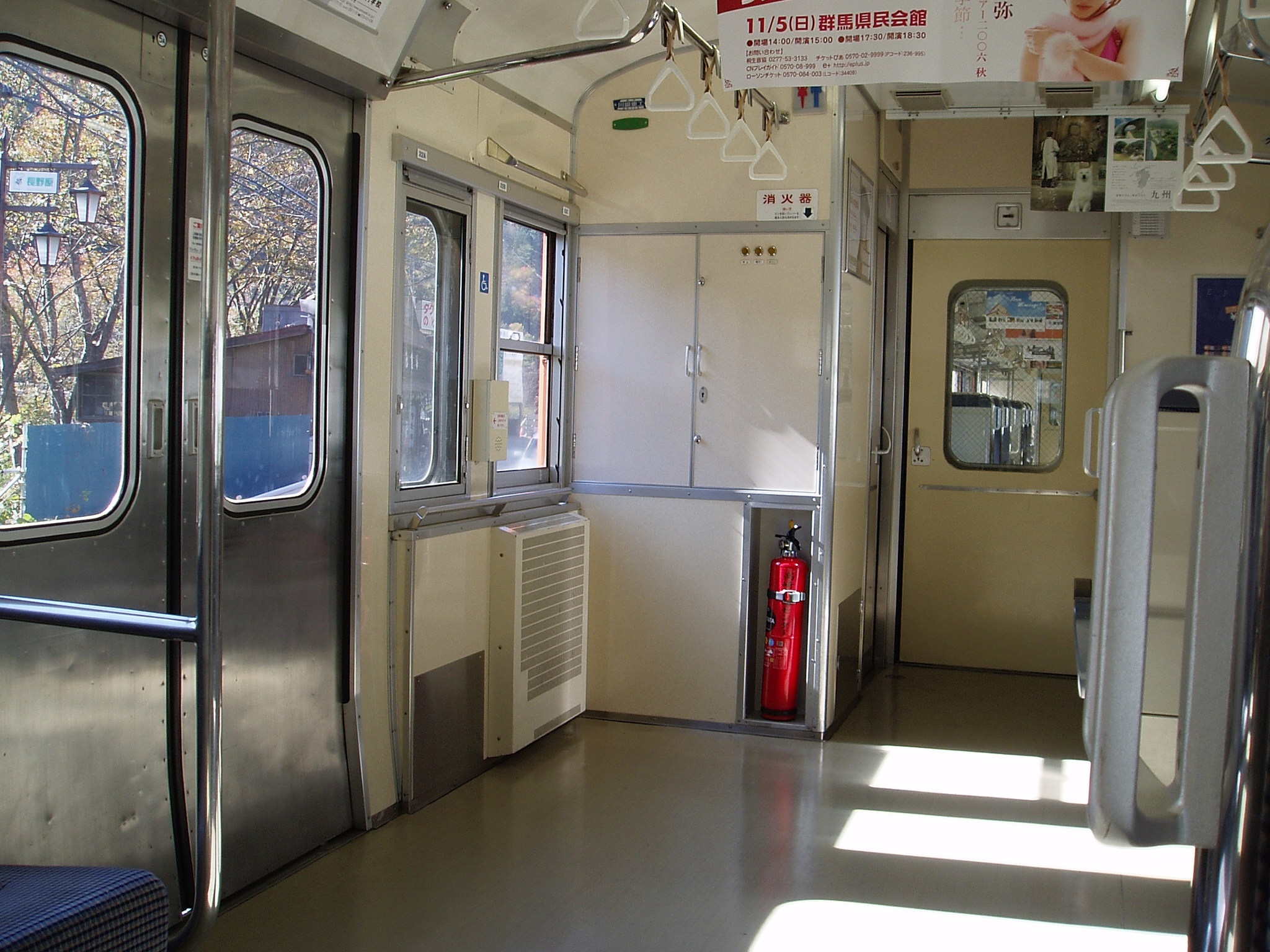
Espace UFR

il y eut aussi les rénovations internes et externes avec le cannibalisme sur les anciennes rames destinées a la reforme. L'installation de toilettes fut aussi récurrente pour les petites lignes, ainsi que l'installation d'un espace UFR à partir de la décennie 2010. Des travaux tels que :
- Remplacement des panneaux extérieurs/toit plâtré et gouttières en FRP
- Remplacement de siège
- Renouvellement des placages et des planchers (loantexing)
- Remplacement de l'alimentation auxiliaire , remplacement du Compresseur par type scroll, avec déshumidificateur (certains véhicules)
- Remplacement de la tuyauterie d'air, le câblage, etc.
- Utilisation de l'acier inoxydable pour la tuyauterie traversante
- Remplacement de la vitre avant
- Essuie-glace électrique
- Mise à jour de l'isolation du moteur de traction

Il y eut aussi le renforcement du nez à la suite d'un accident en 1992 de passage à niveau de la ligne Narita /Line Osuge(conducteur de train décédé).

#### Voiture école
En 1990, JR East a modifié une rame pour la formation des conducteurs ,exclusivement  réservée pour l'éducation et la formation régulières telles que la gestion des anomalies et les premiers soins pour les membres d'équipage . Tous les véhicules ont été mis au rebut en 2016.
Les unités Kumoya 115/114 ont été remodelées en 2000 au centre d'opérations de Kaminutari (maintenant le centre de matériel roulant de Niigata). Le climatiseur ayant été modifié à l'époque, un onduleur statique de type SC24 a été installé sur le toit .
La voiture d'entraînement d'origine n'était pas climatisée, donc Moya 115-2-4 a été remplacée par une voiture climatisée.
les autres modifications furent:
- Enlèvement des sièges passagers et installation de tables
- Mise en place de salles de réunion et de matériel de formation
- Changement de format de véhicule de construction de rénovation de "Ha" à "Ya" véhicule de travail
- Certaines voitures n'ont pas été modifiées
- La peinture dessine deux lignes blanches au bas du véhicule et affiche "voiture d'entraînement" entre elles
- changement de dénomination Kumoha 115/114-506 → Kumoya 115/114-1

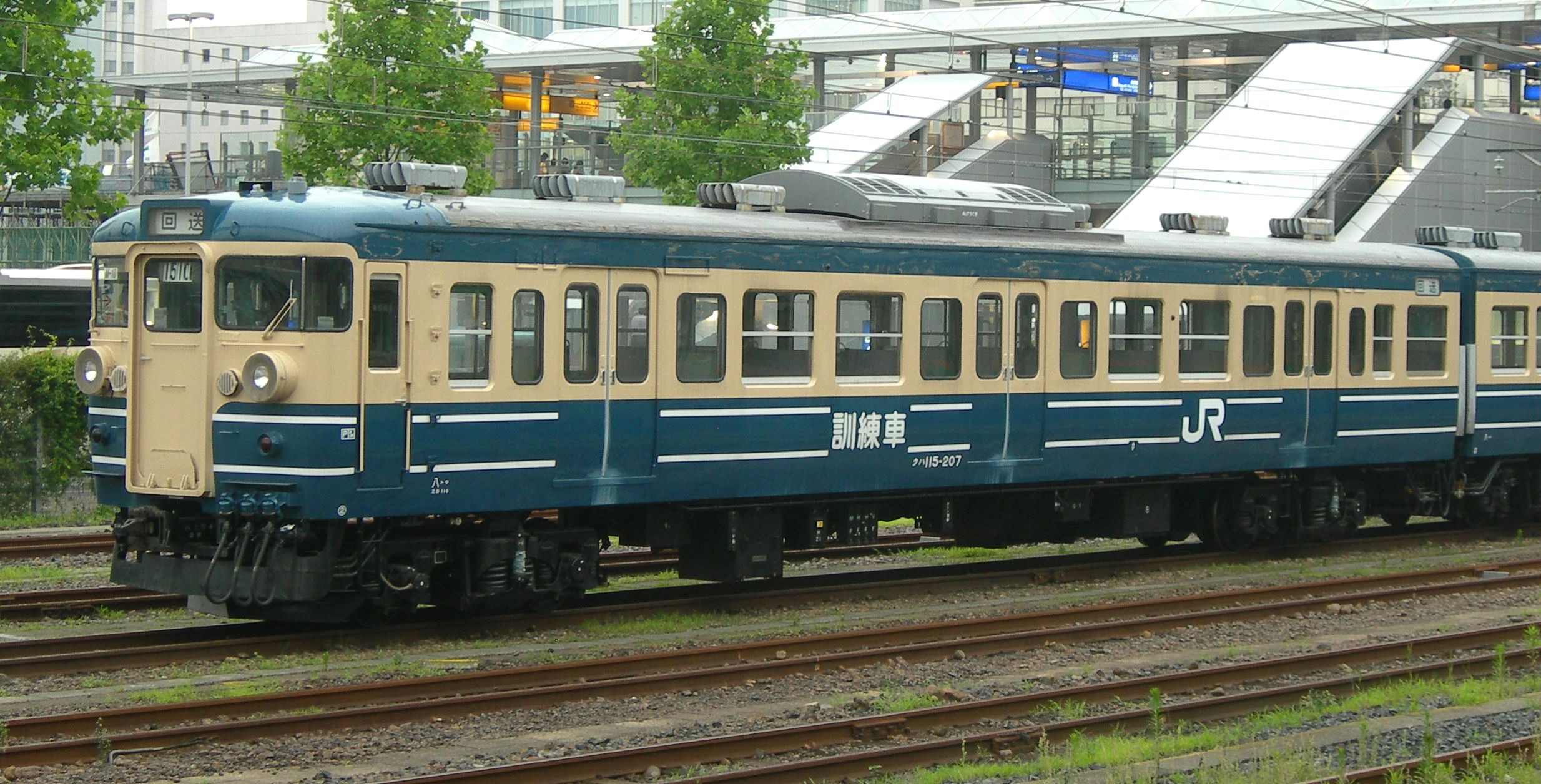
La formation d'entrainement avec les deux lignes blanches

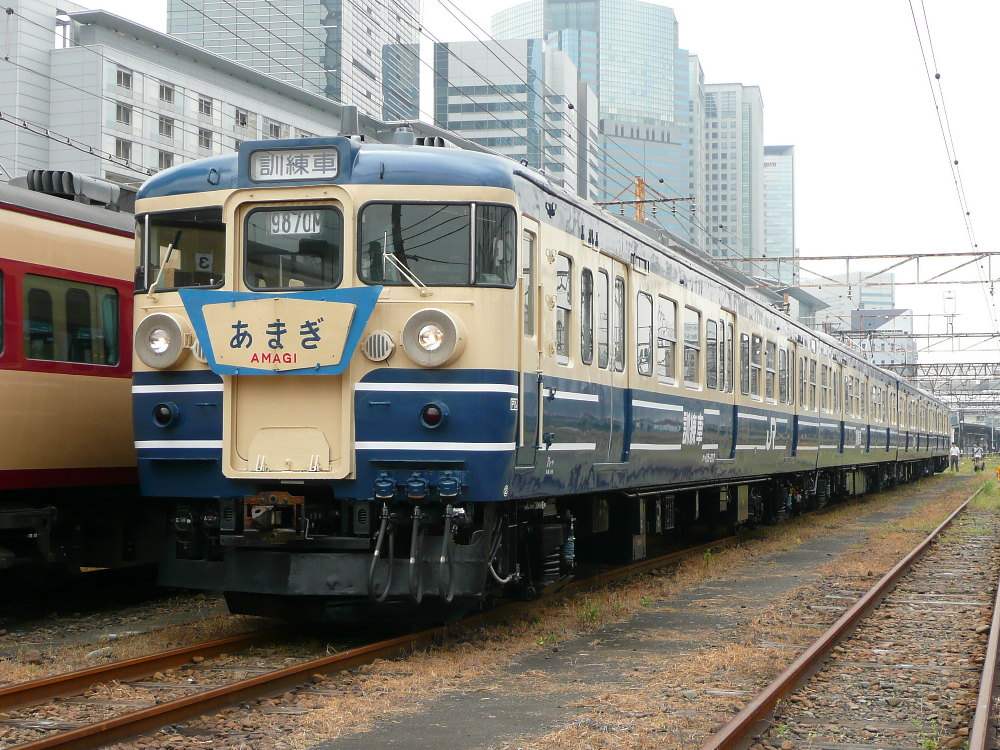
La formation (à 4 voitures) au centre de Makuhari (Omiya)

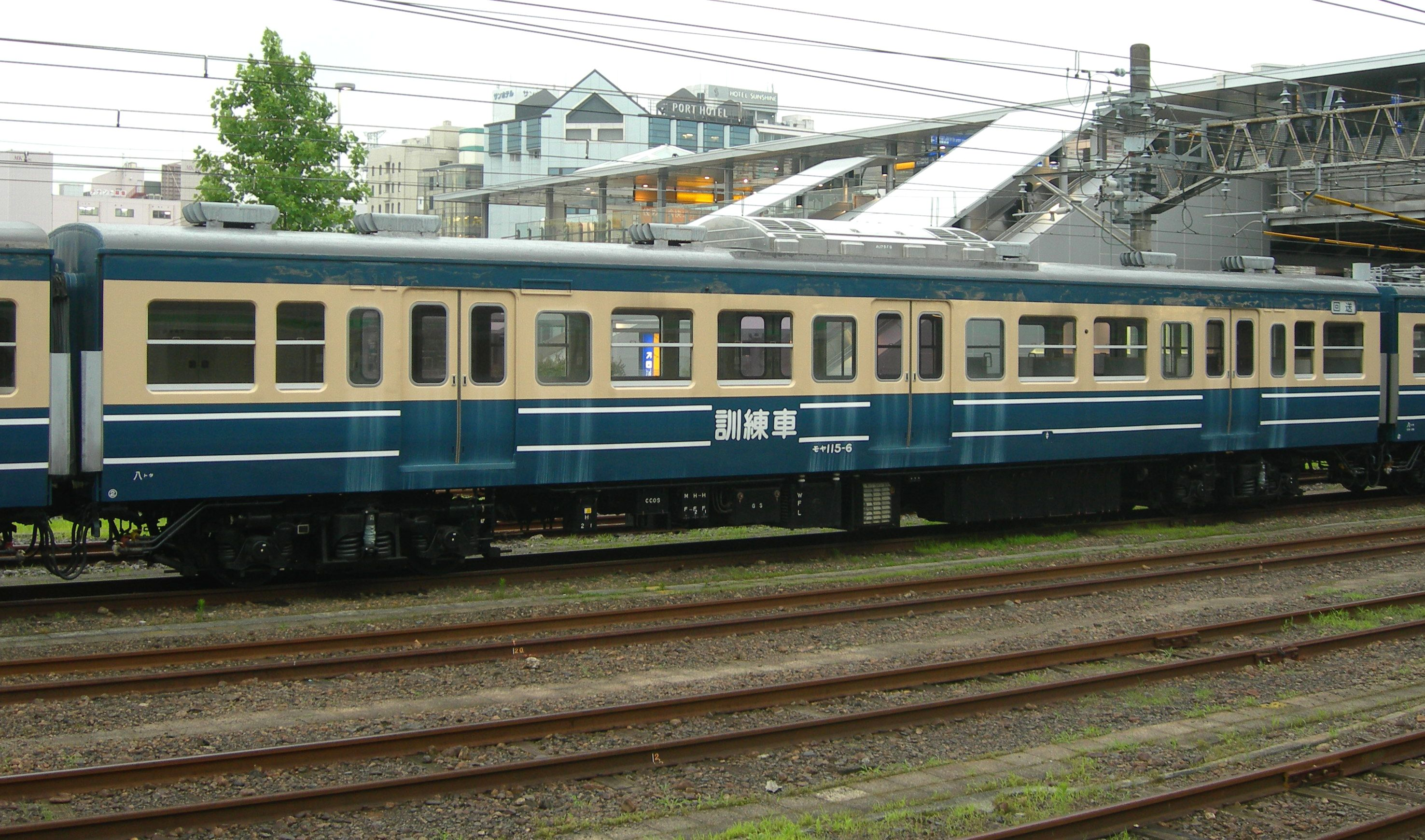
Une des deux motrices

## Préservation et musée
Kumoha 115-1061
Après avoir été à la réformée le 24 juin 2017, elle appartenait à la formation N15 appartenant au Niigata Rolling Stock Center et a été conservée dans la couleur secondaire de Niigata au Niigata City Niitsu Railway Museum à Akiha-ku , Niigata , Préfecture de Niigata . L'intérieur de la voiture est généralement fermé au public.
Kuha 115-1106
Après avoir été à la réformée en octobre 2015, elle a été utilisée comme aire de repos après avoir été transféré à la station de ski "Blanche Takayama Ski Resort" à Nagawa - cho , Ogata - gun , préfecture de Nagano .
En juillet 2022, elle a été transportée par voie terrestre jusqu'à l'installation thermale d'une journée "Manyo Supersonic Onsen" dans la ville de Chikuma , dans la même préfecture, et est en cours de réparation pour une exposition ,,. La couleur de la carrosserie est la nouvelle couleur Nagano .

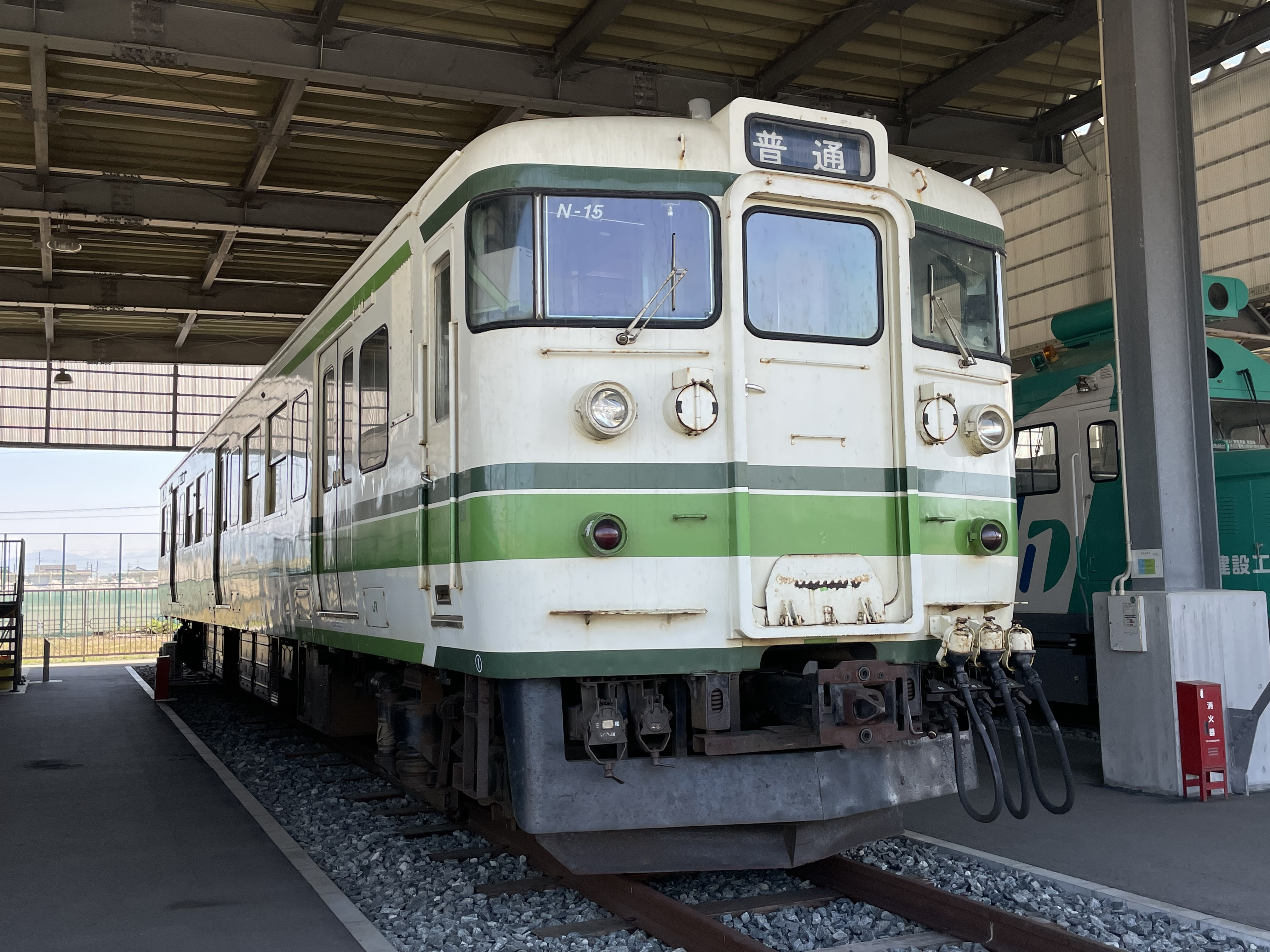
La Kumoha 111-1061

## Modélisme
La série 115 est reproduite à l'échelle N et HO par Kato ,Greenmax et Tomix en formation de 3,4, 6, 7 voitures et sous les couleurs de plusieurs lignes.

## Galerie photos

### Extérieur

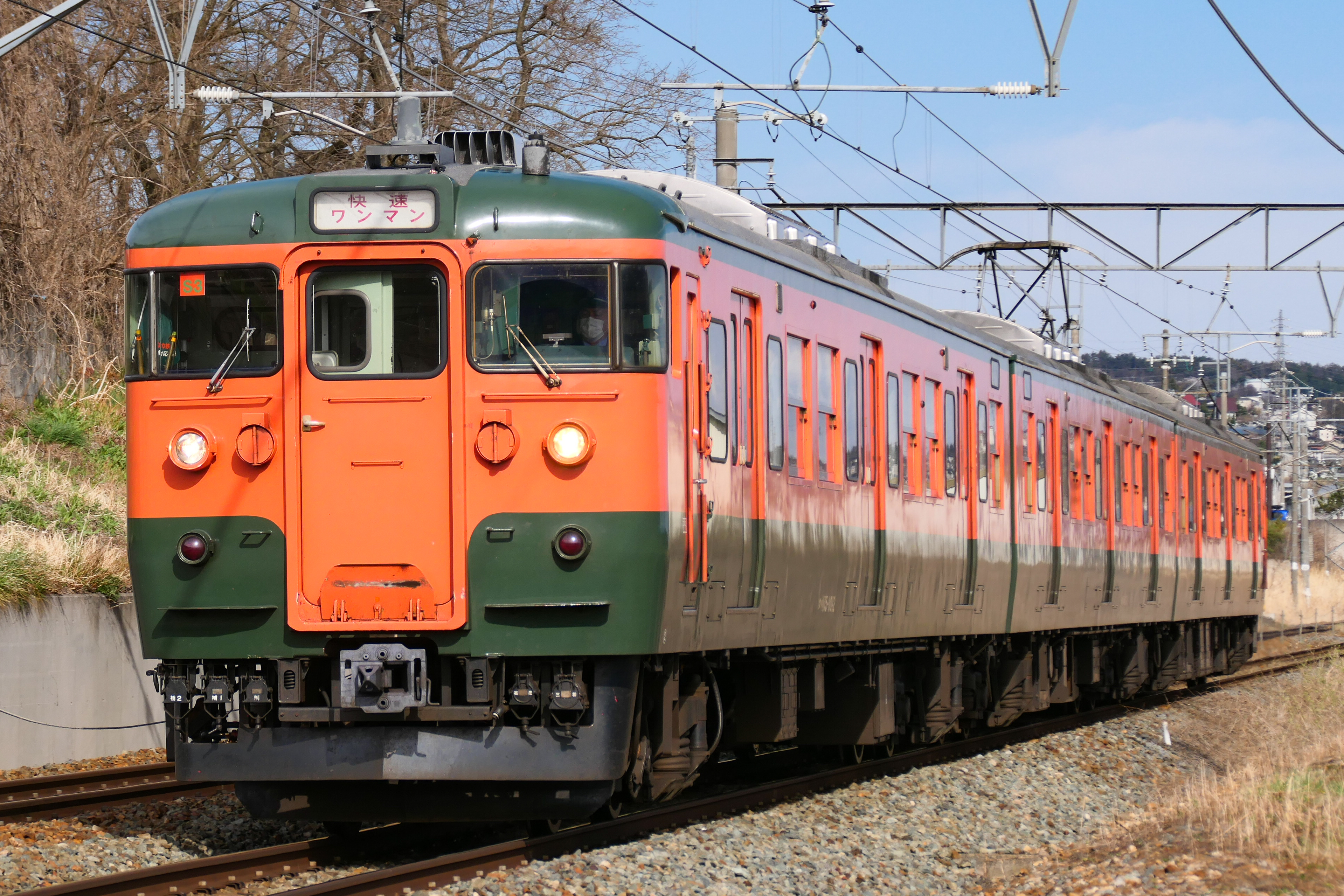
Livrée Shonan
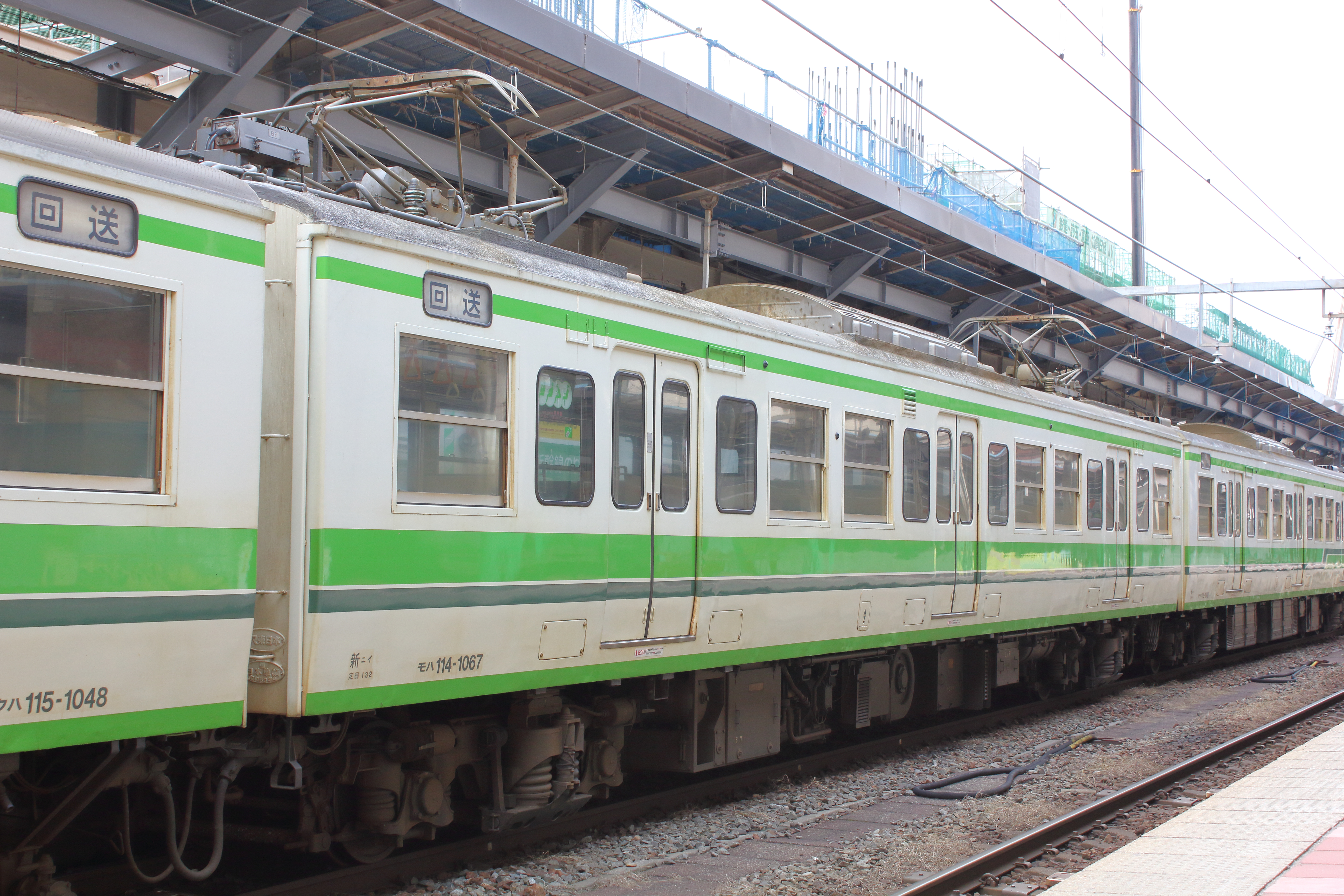
Motrice centrale en 2016 secteur Niigata
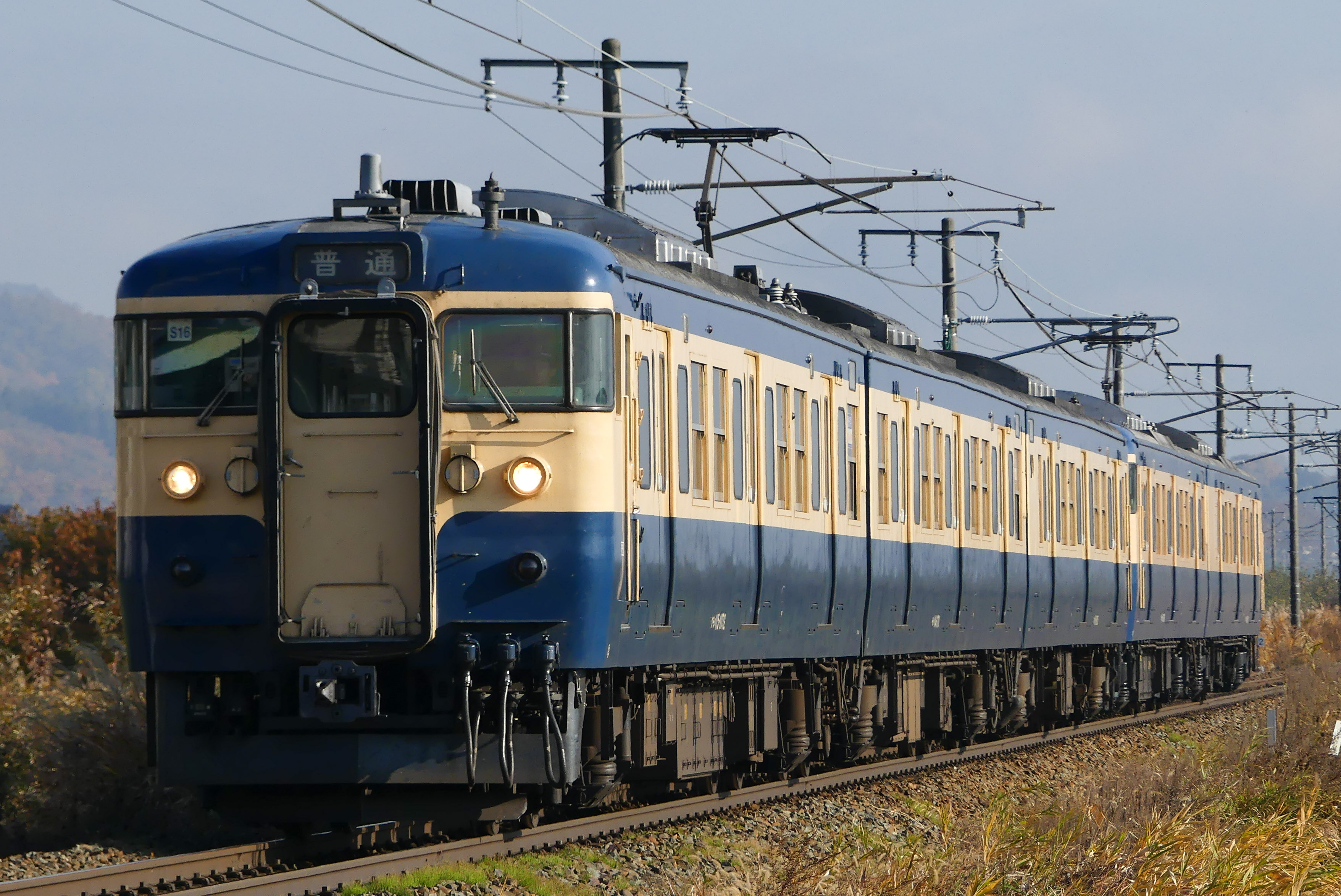
Livrée "Suka" (Novembre 2018)
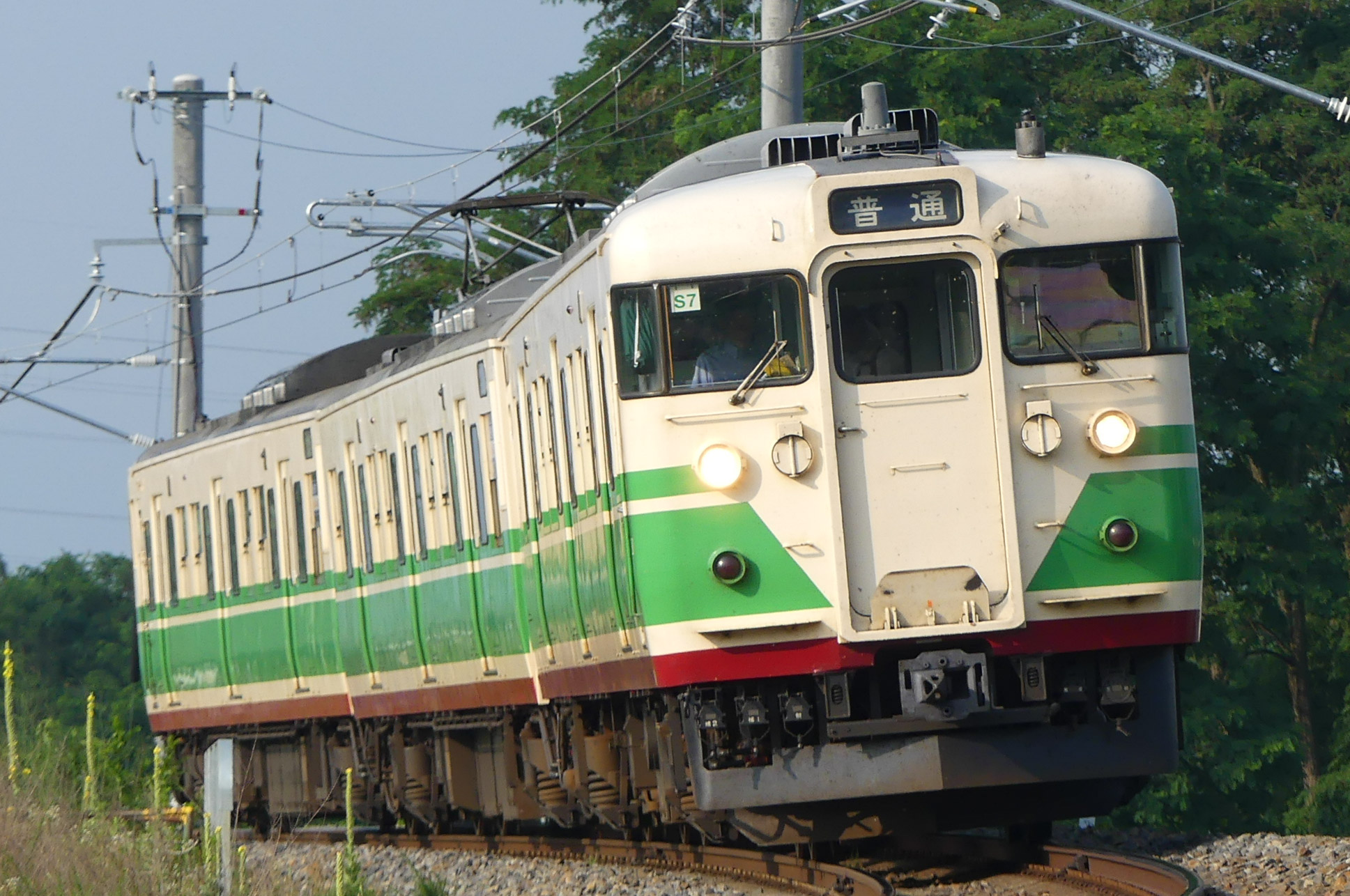
Livrée Nagano originelle (juin 2018)
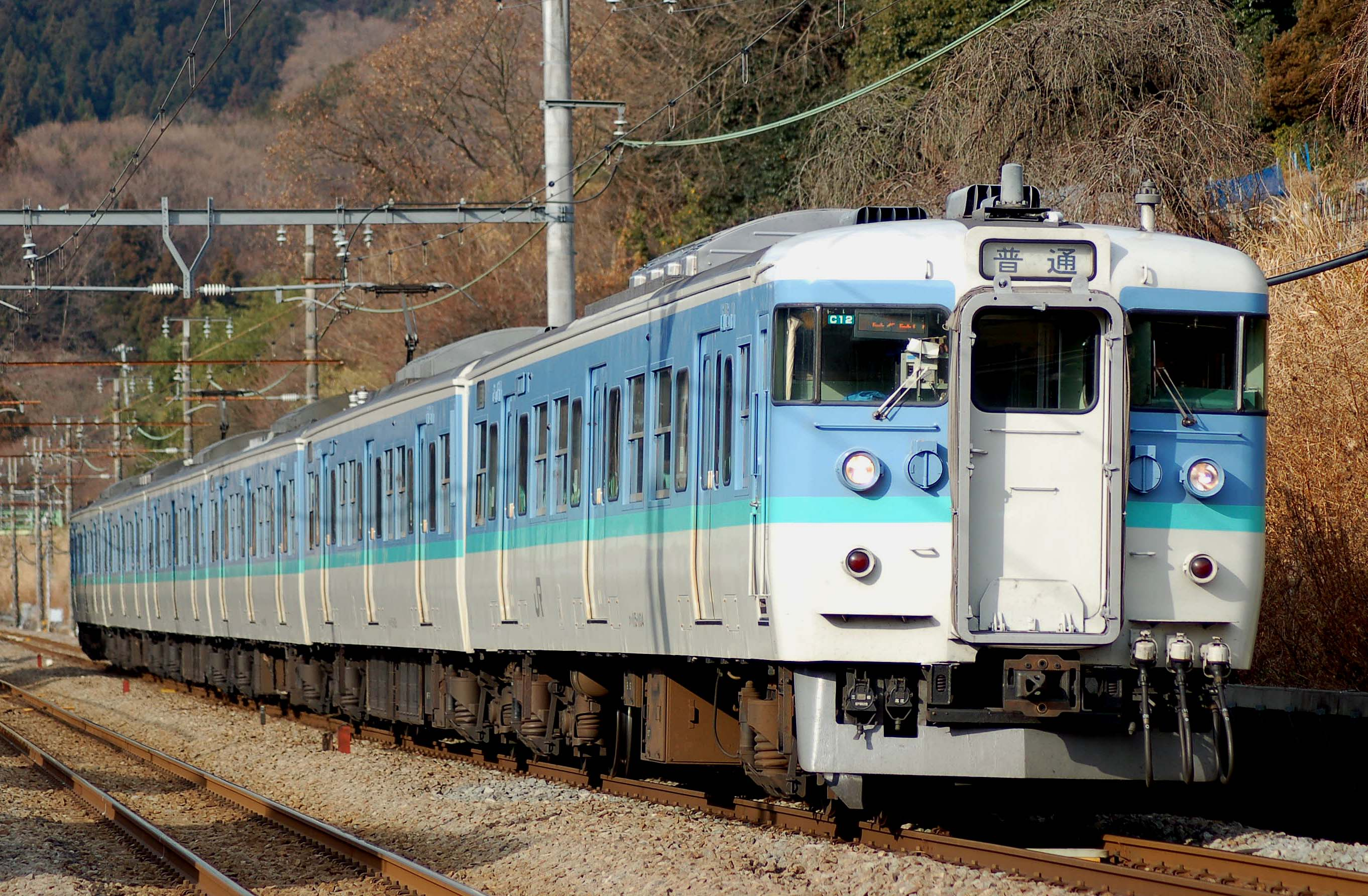
Livrée Nagano (Janvier 2008)
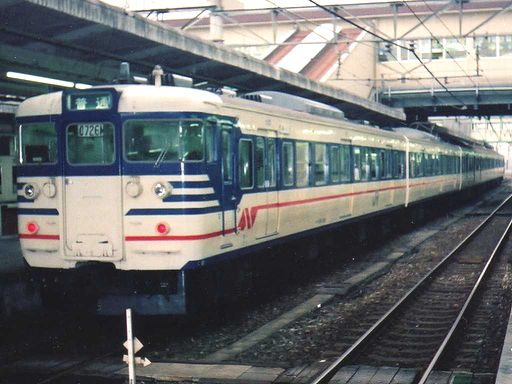
Livrée Niigata originelle en 1989
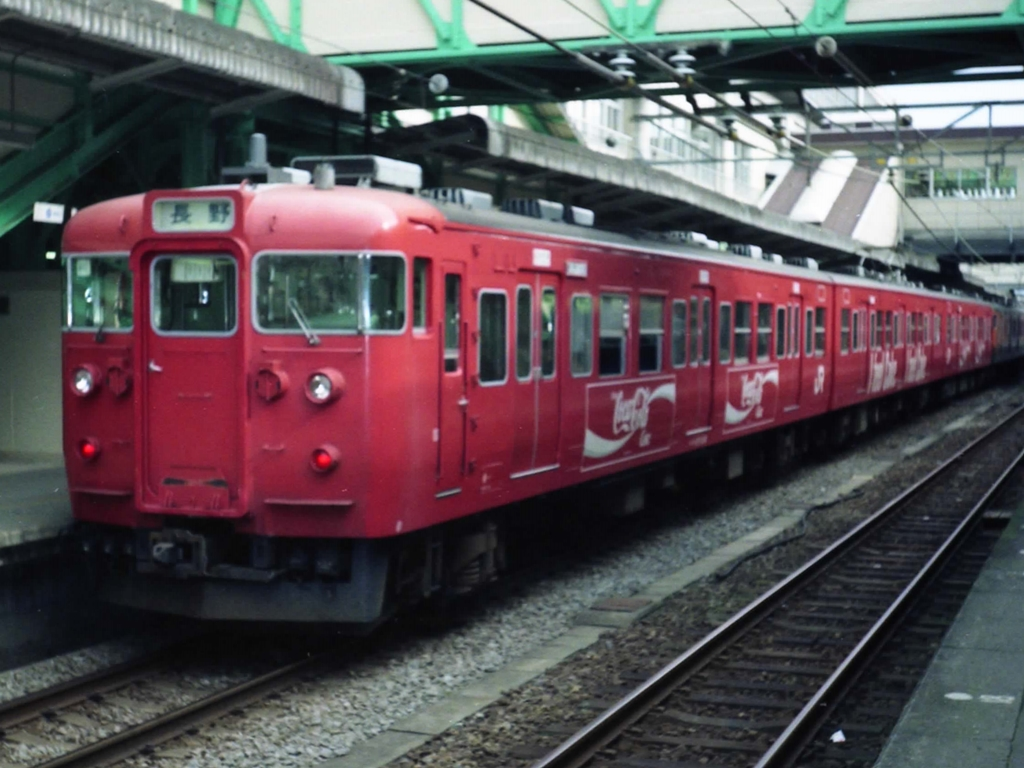
Livrée Coca Cola
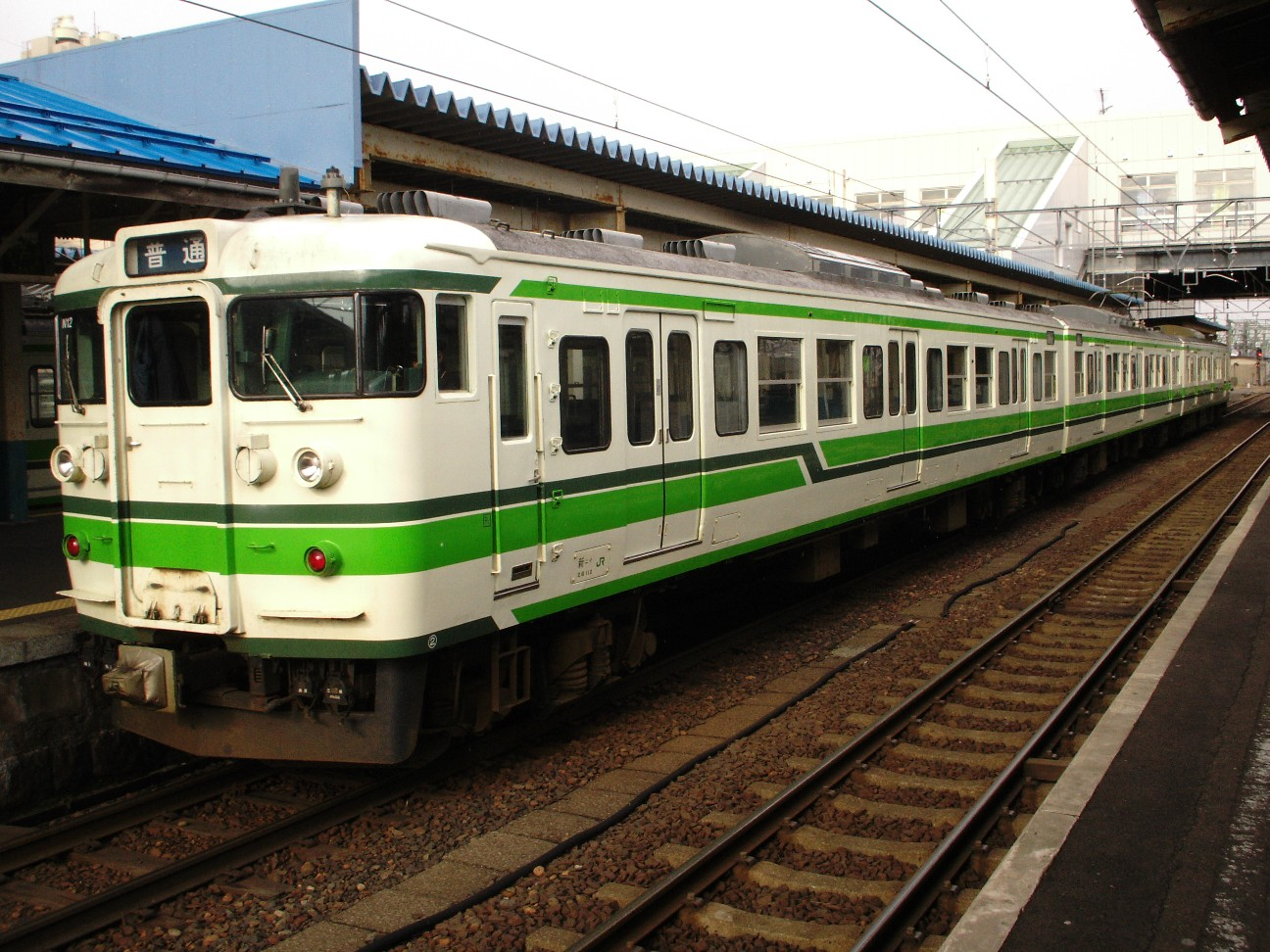
Seconde livrée Niigata
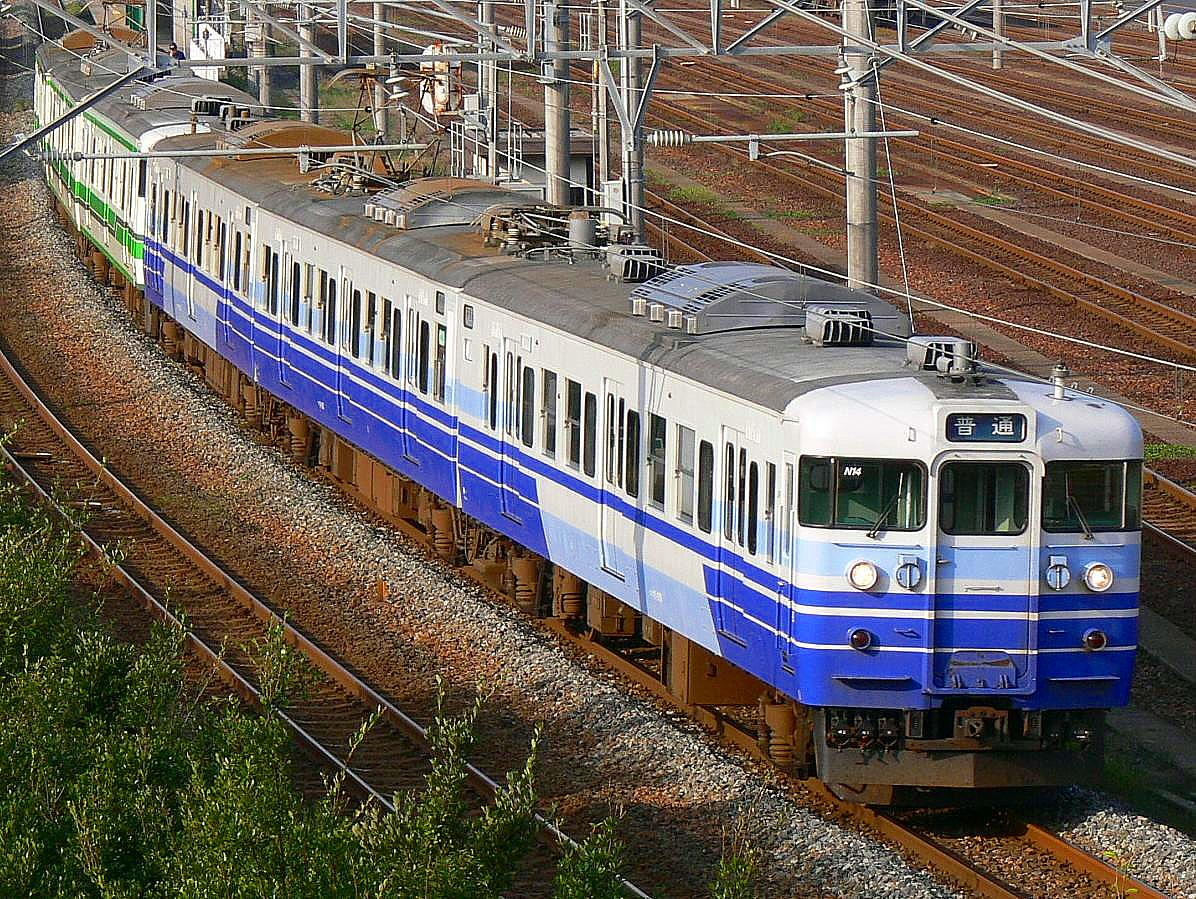
3eme livrée Niigata (en 2007)
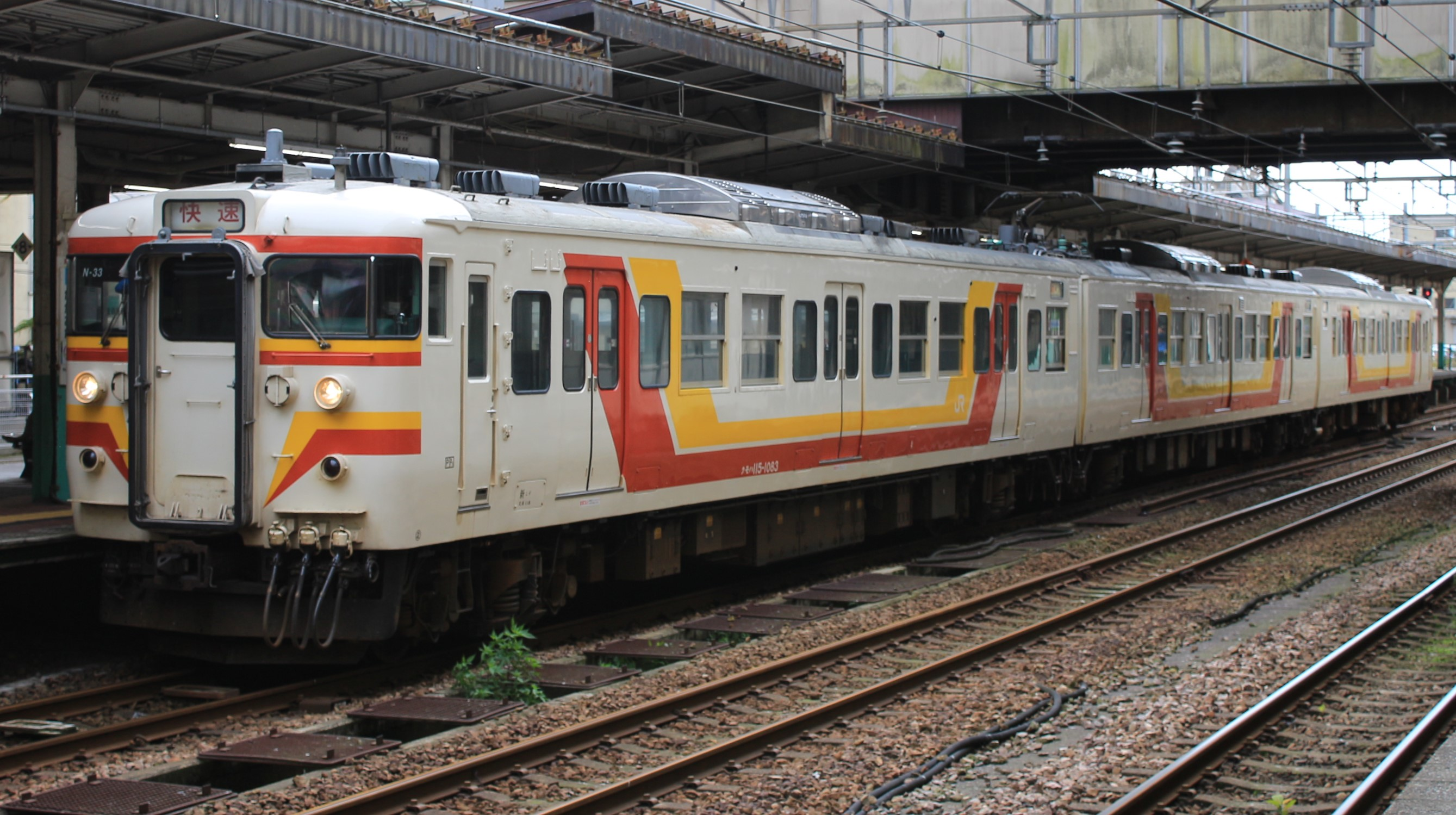
1ere Livrée ligne Yahiko (Octobre 2020)
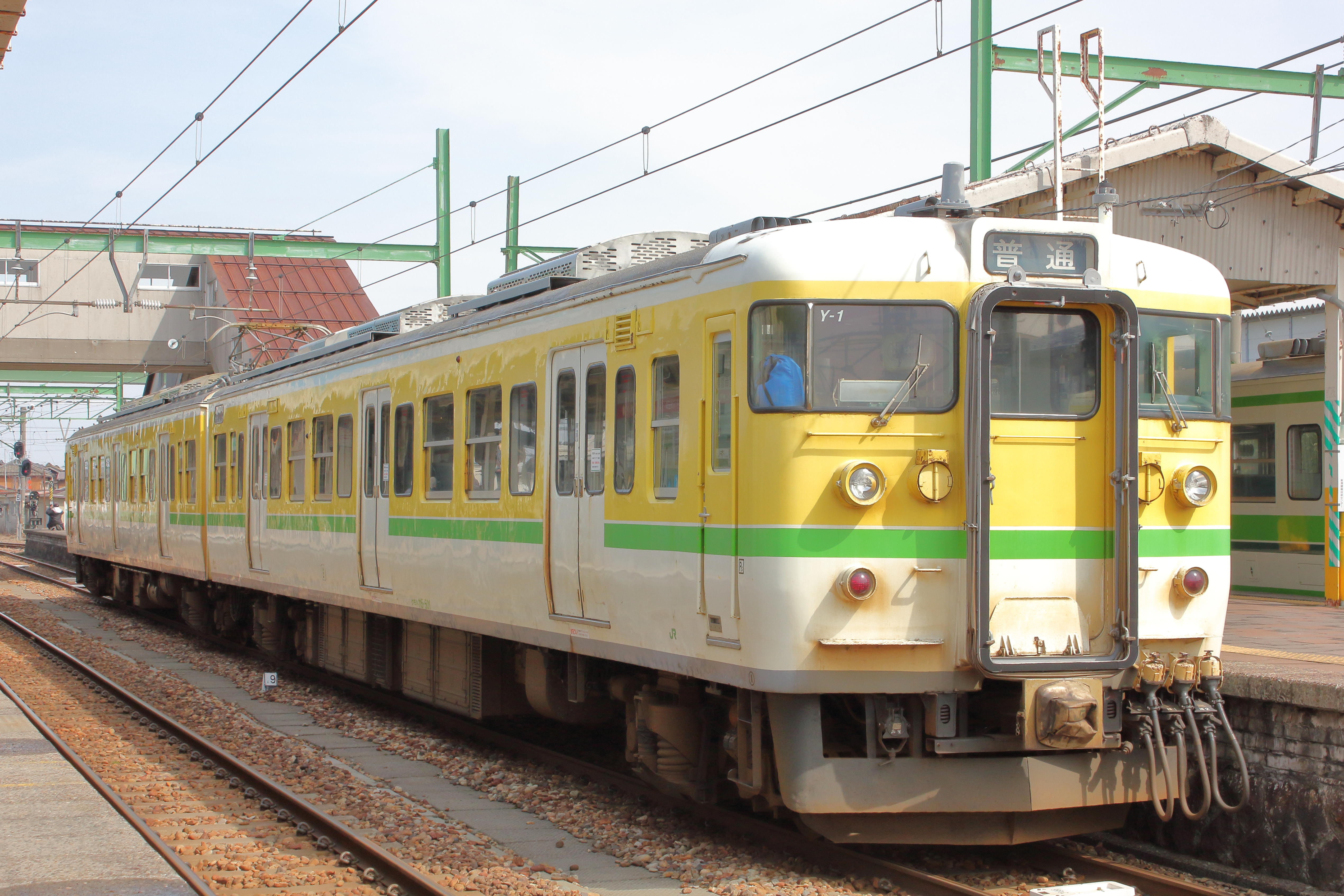
2nde Livrée ligne Yahiko (Octobre 2015)
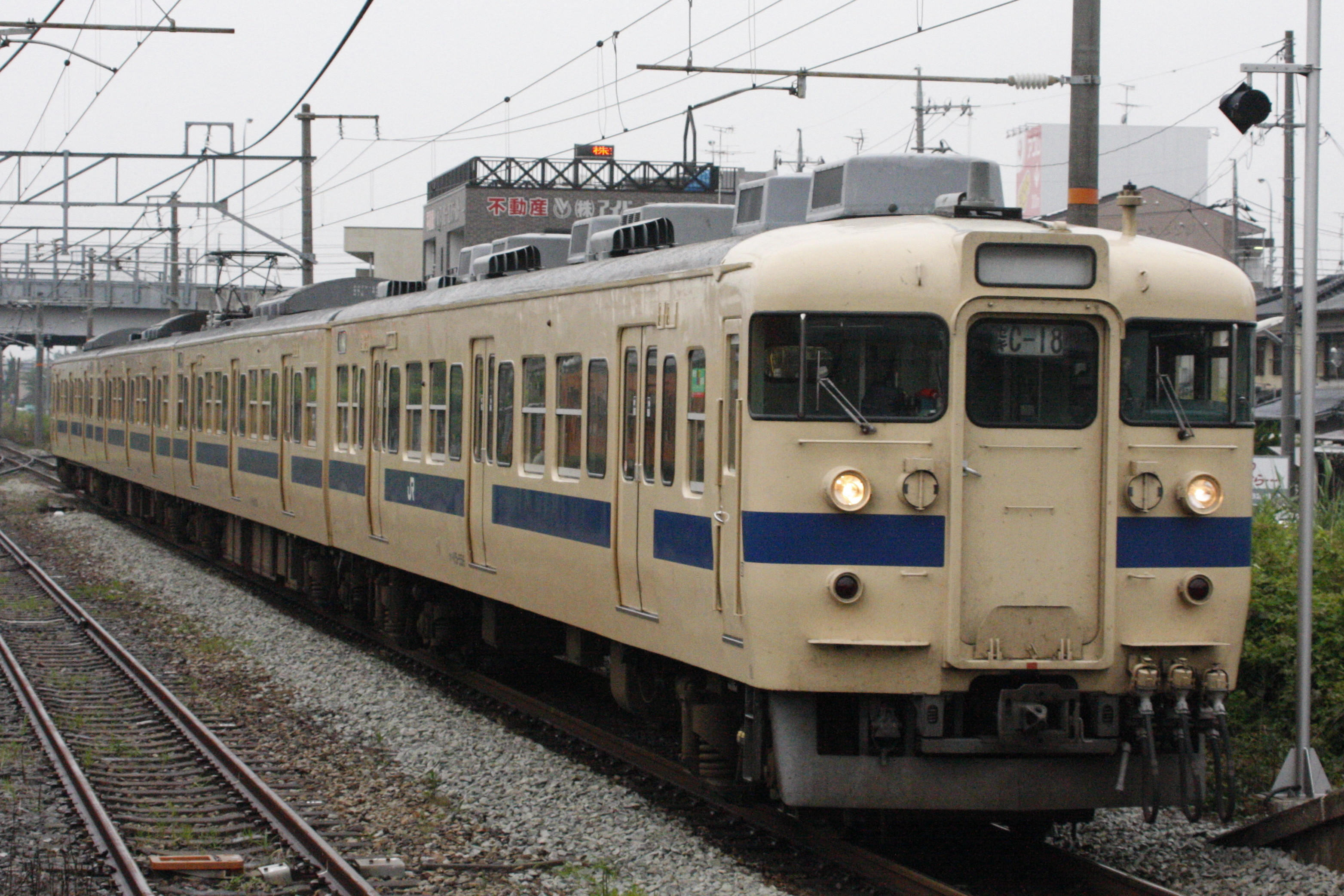
Ancienne livrée Setouchi
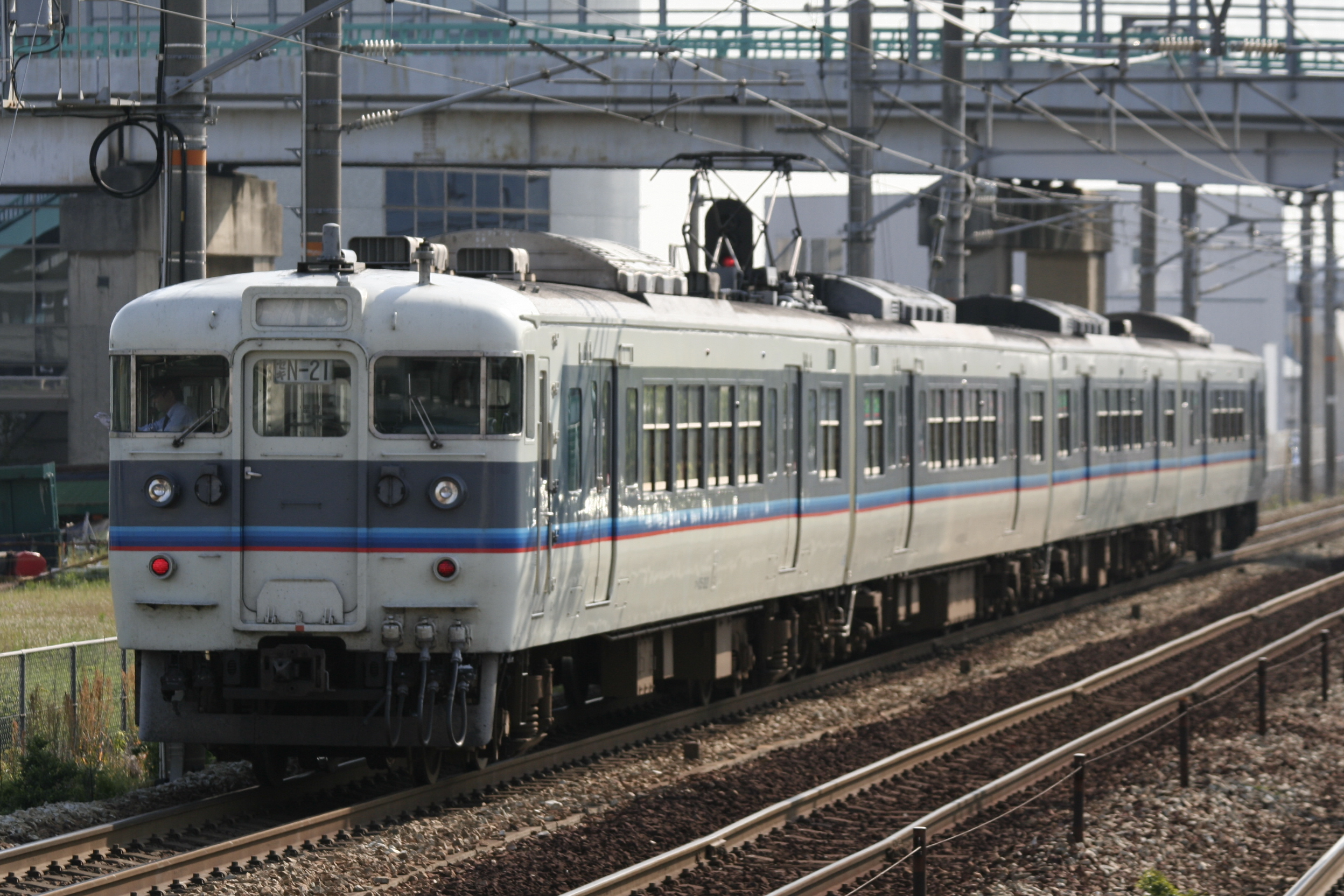
Livrée Rapide Hiroshima
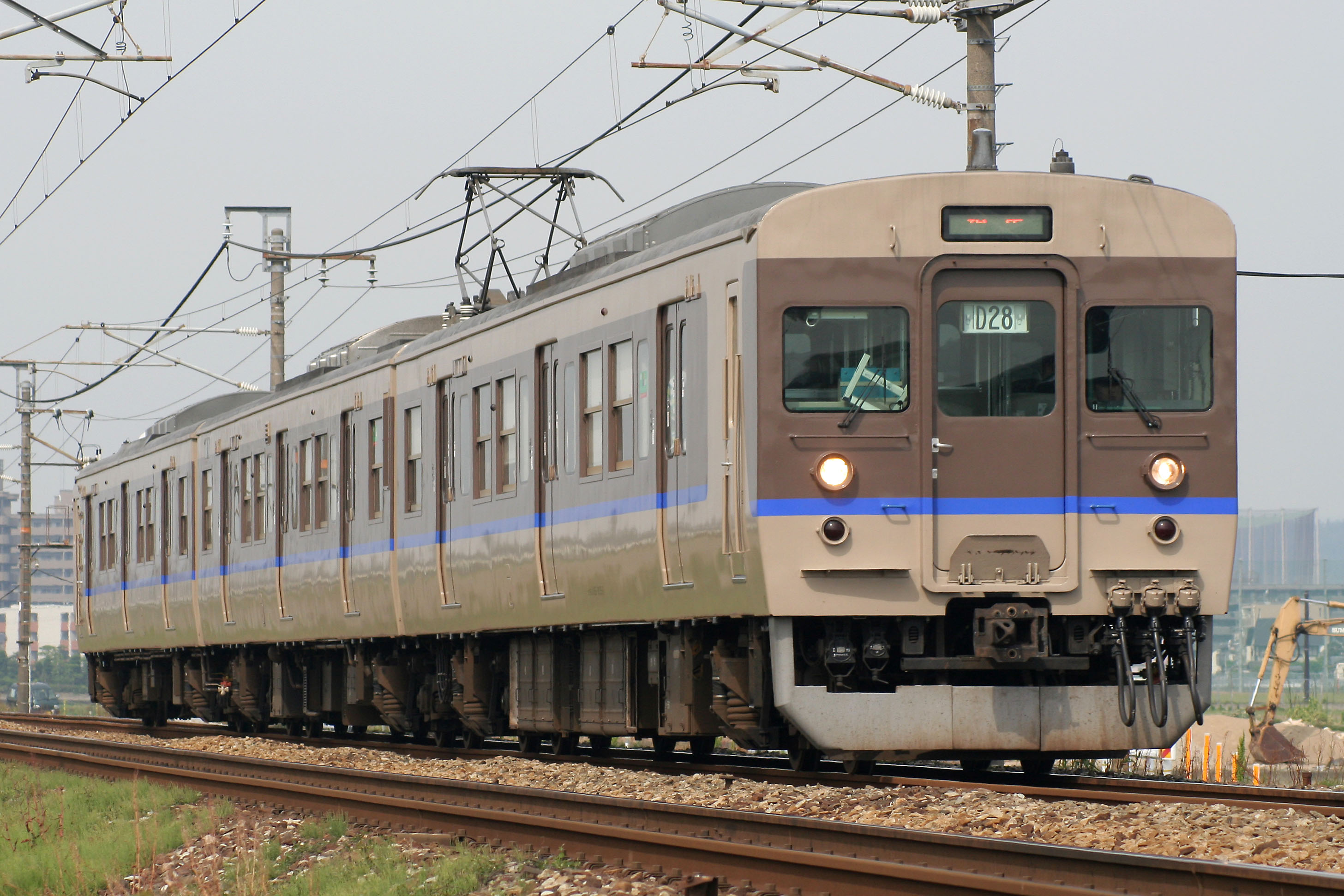
Livrée kansaï sur Serie 115-1600
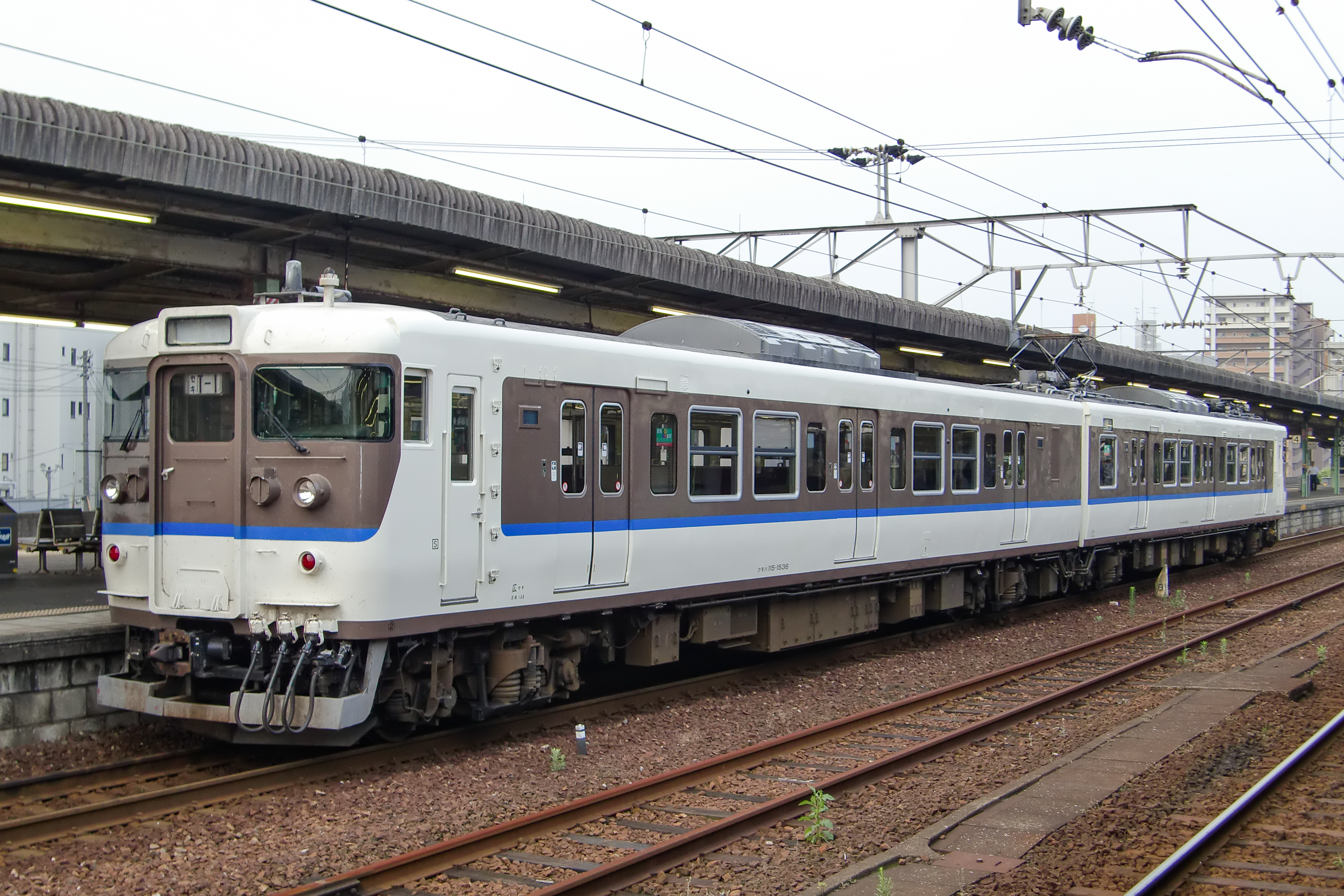
Livrée remise a neuf Hiroshima
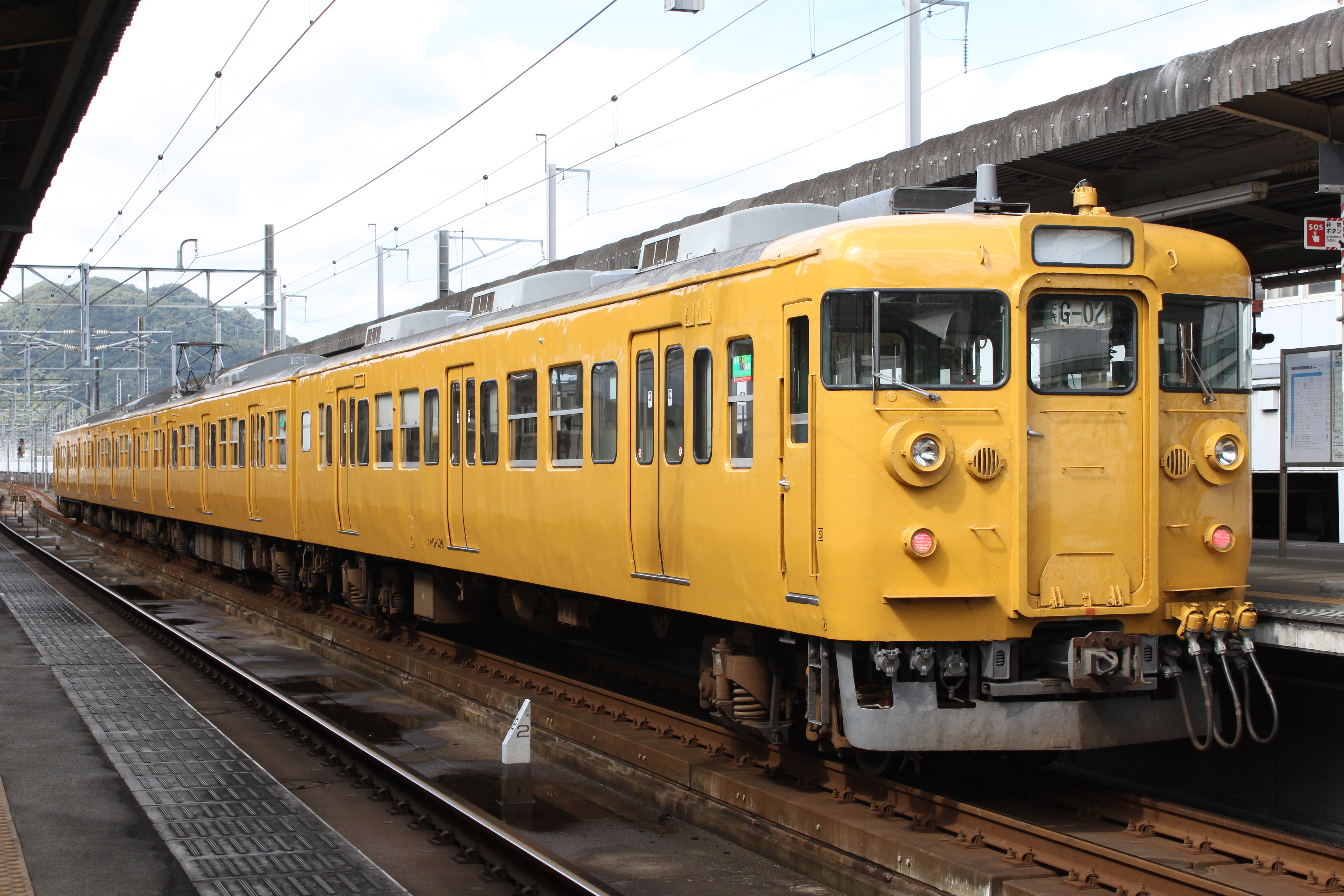
Livrée Setouchi actuelle
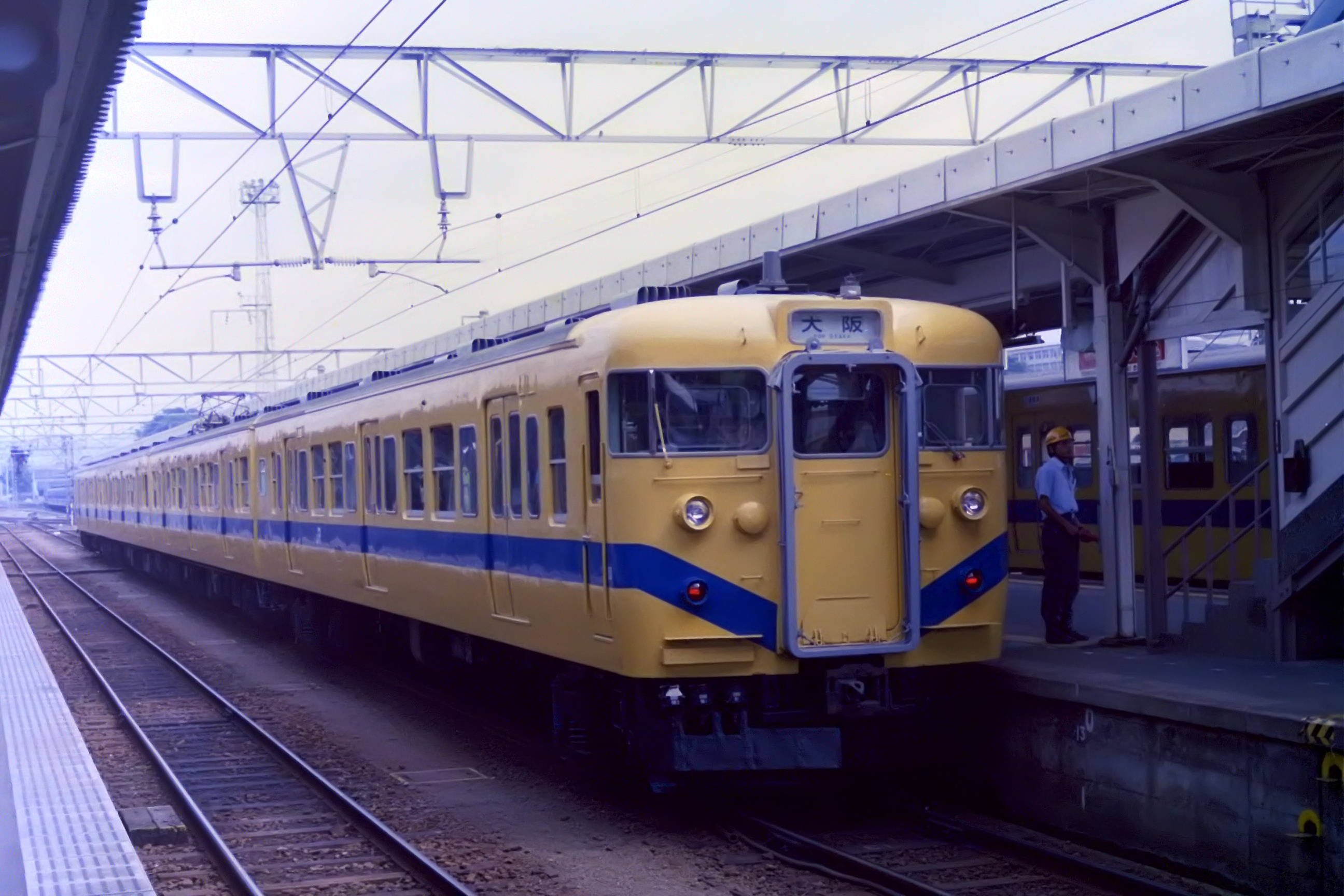
Ancienne livrée Fukuchiyama
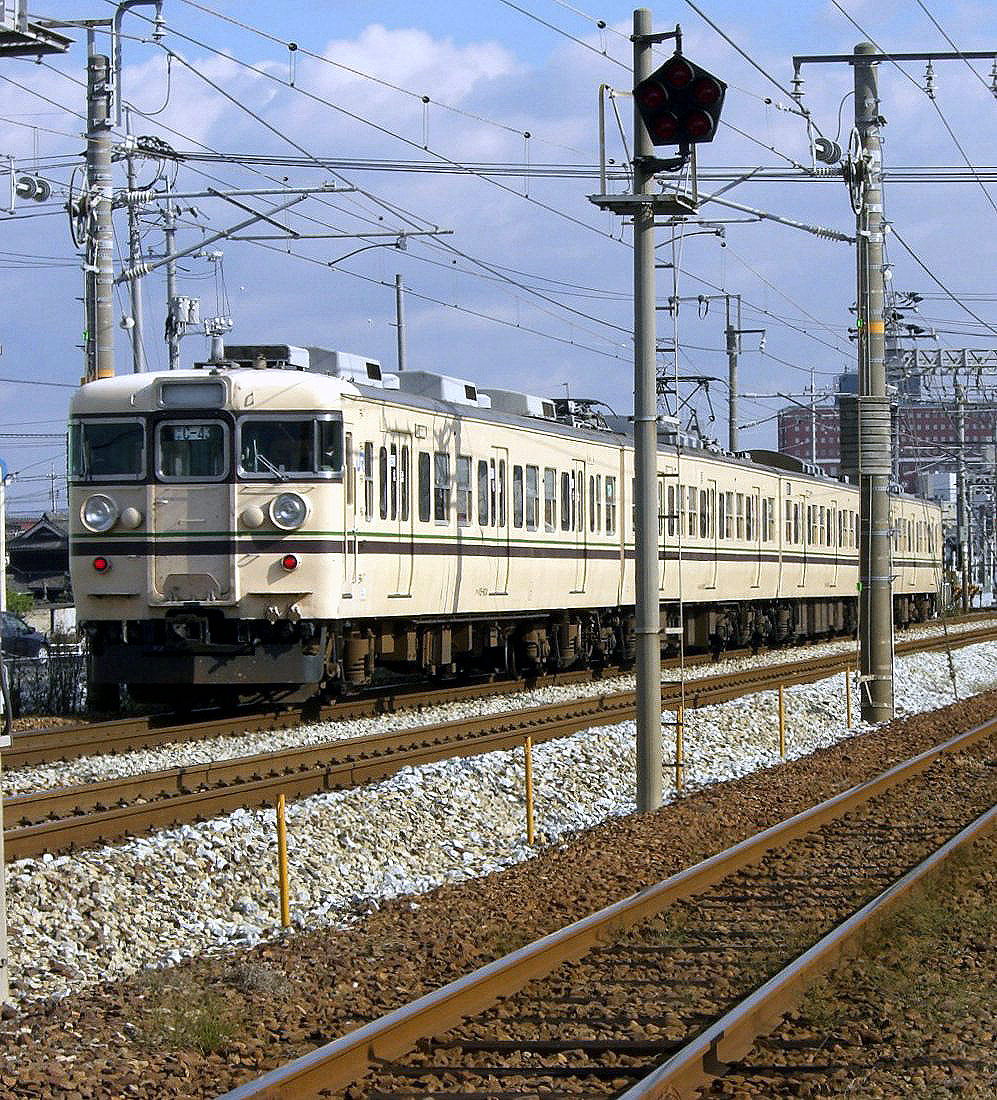
Livrée Fukuchiyama actuelle
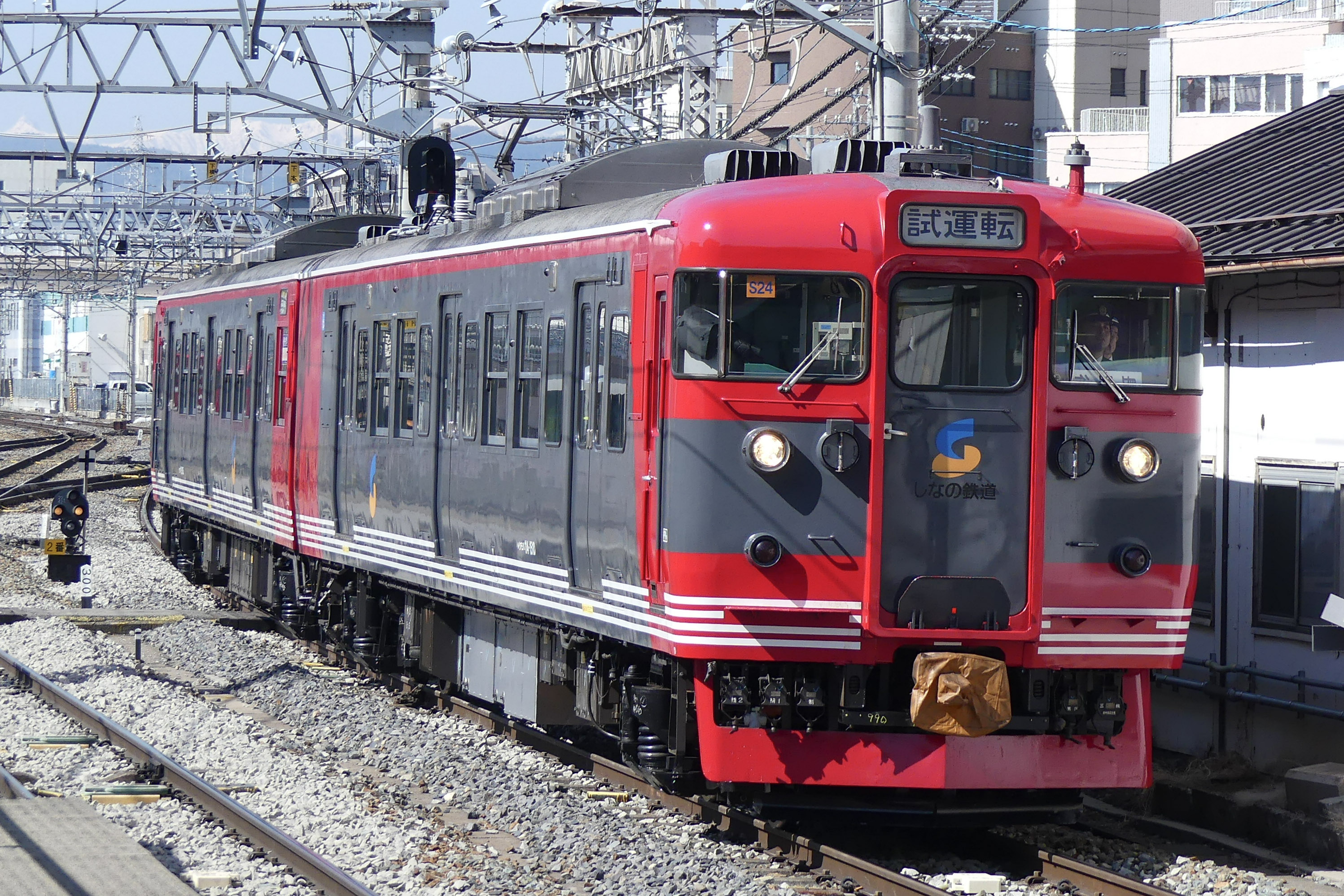
Livrée Shinano Railways

### Livrée Speciale
En janvier 2017, l'ensemble N3 basé à Niigata a été repeint dans la "Niigata Livery" originelle composée de rouge et de jaune ,autrefois portée par les trains EMU de la série 70.

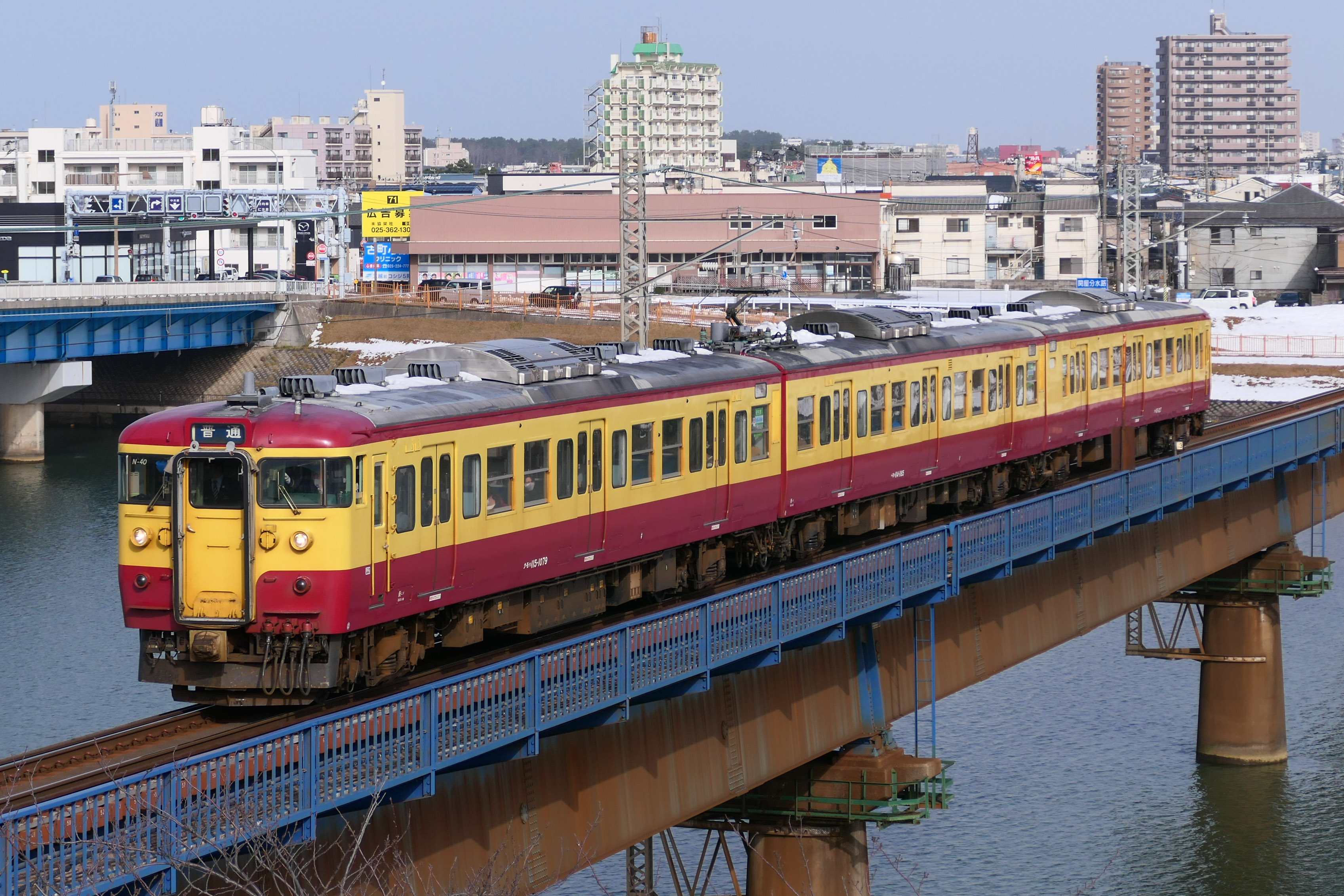

### Intérieur

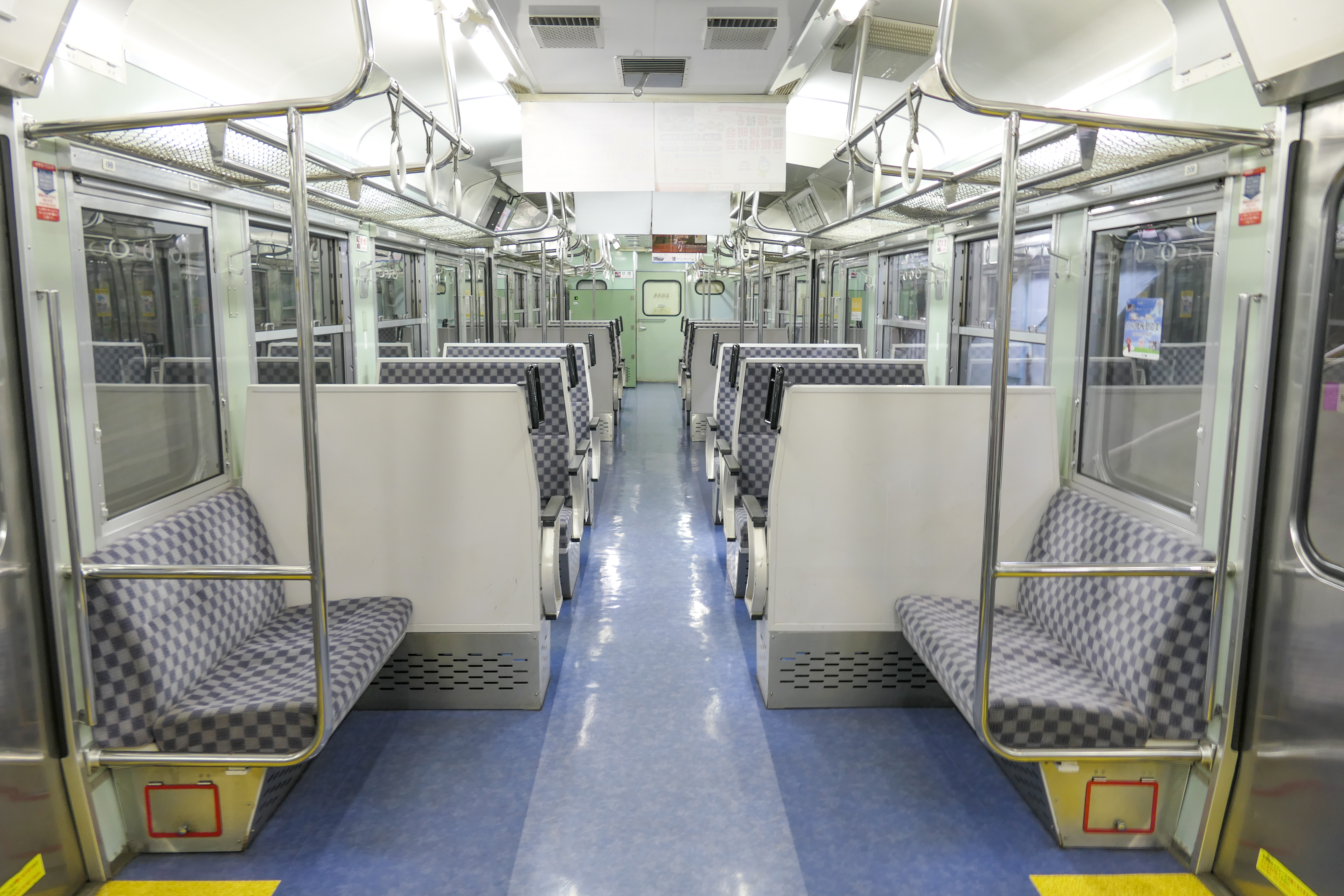
Interieur rénové (KuHa 115-1004)
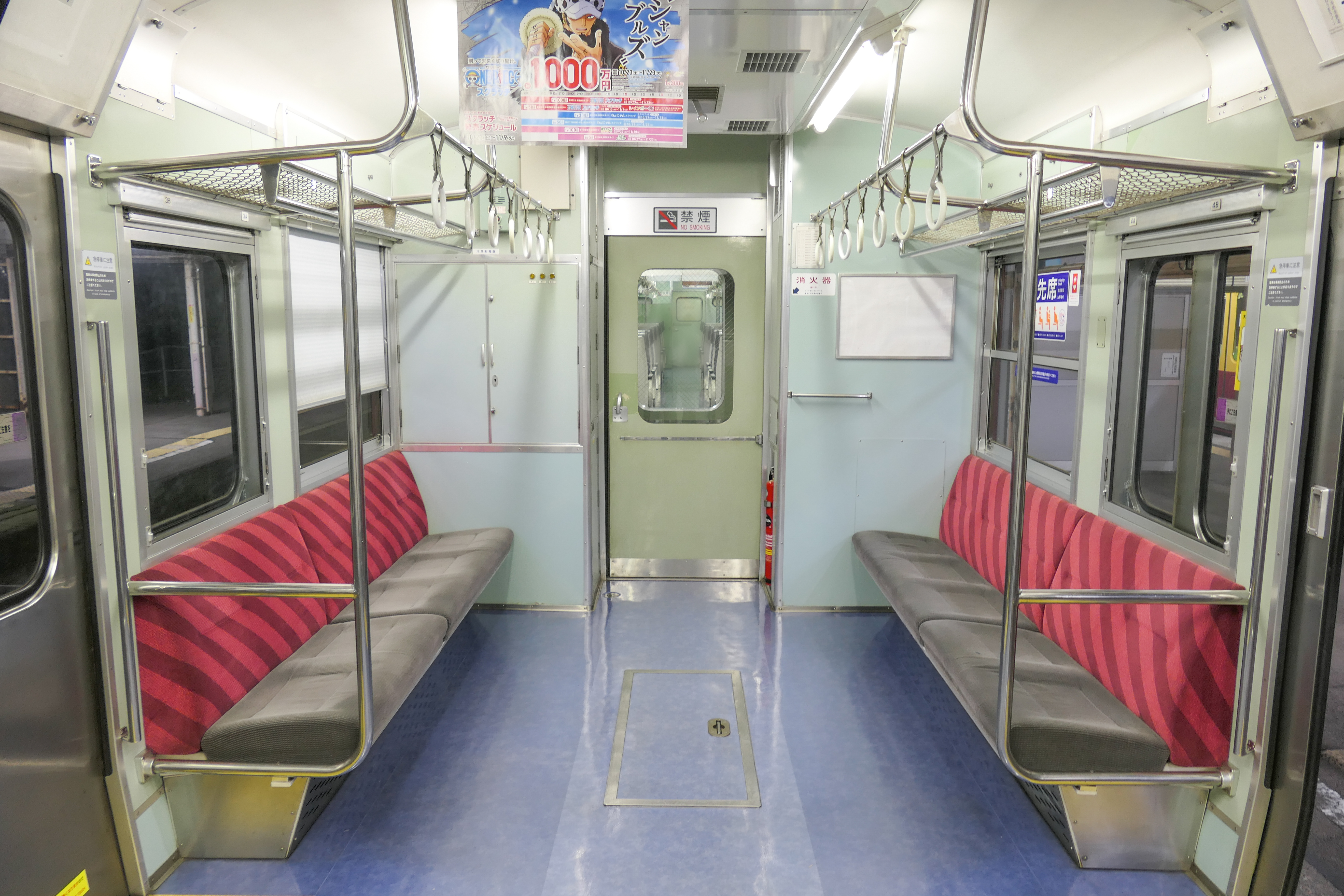
Espace prioritaire dans une voiture rénovée (MoHa 114-1007)
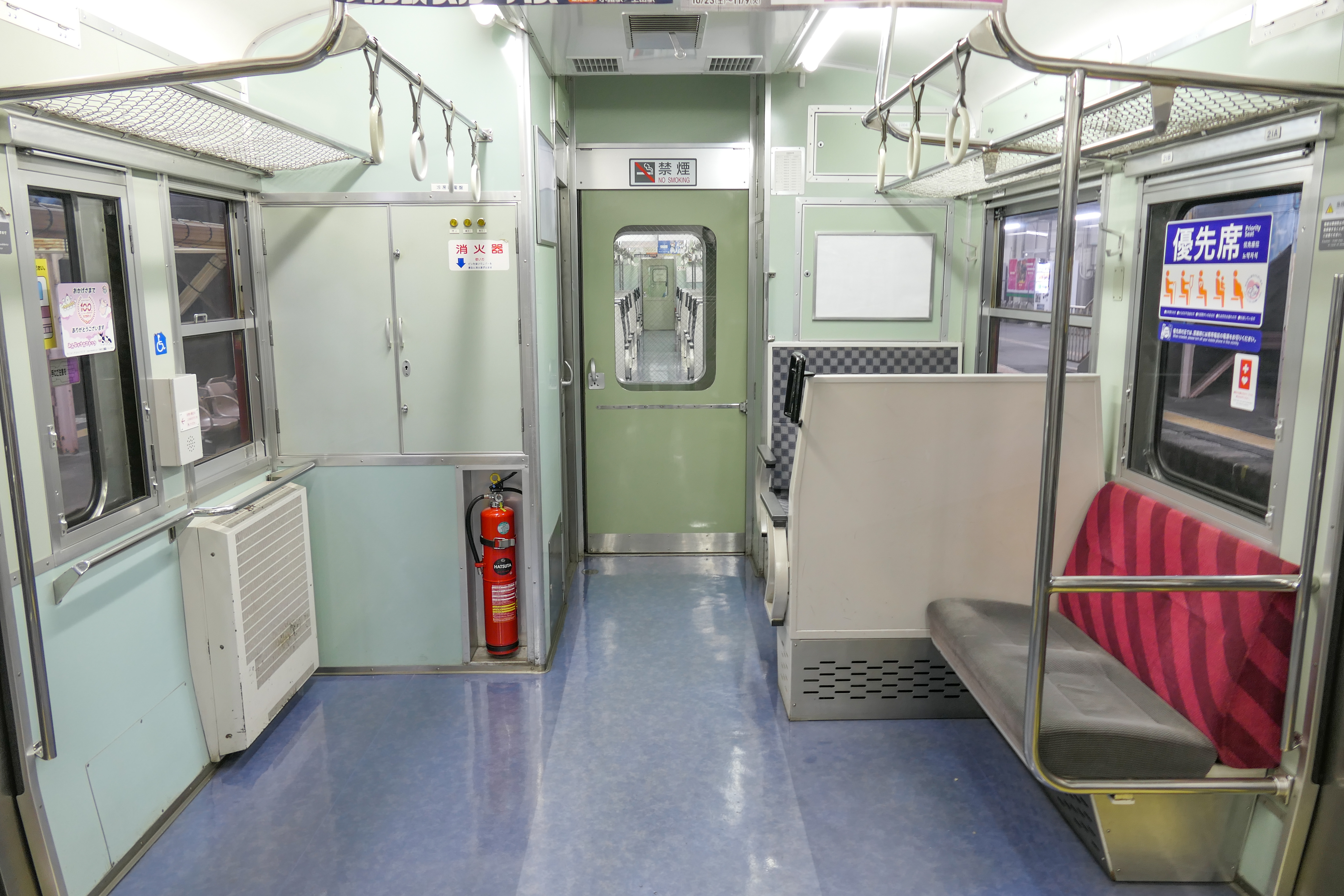
Espace UFR dans voiture rénovée (KuHa 115-1004)
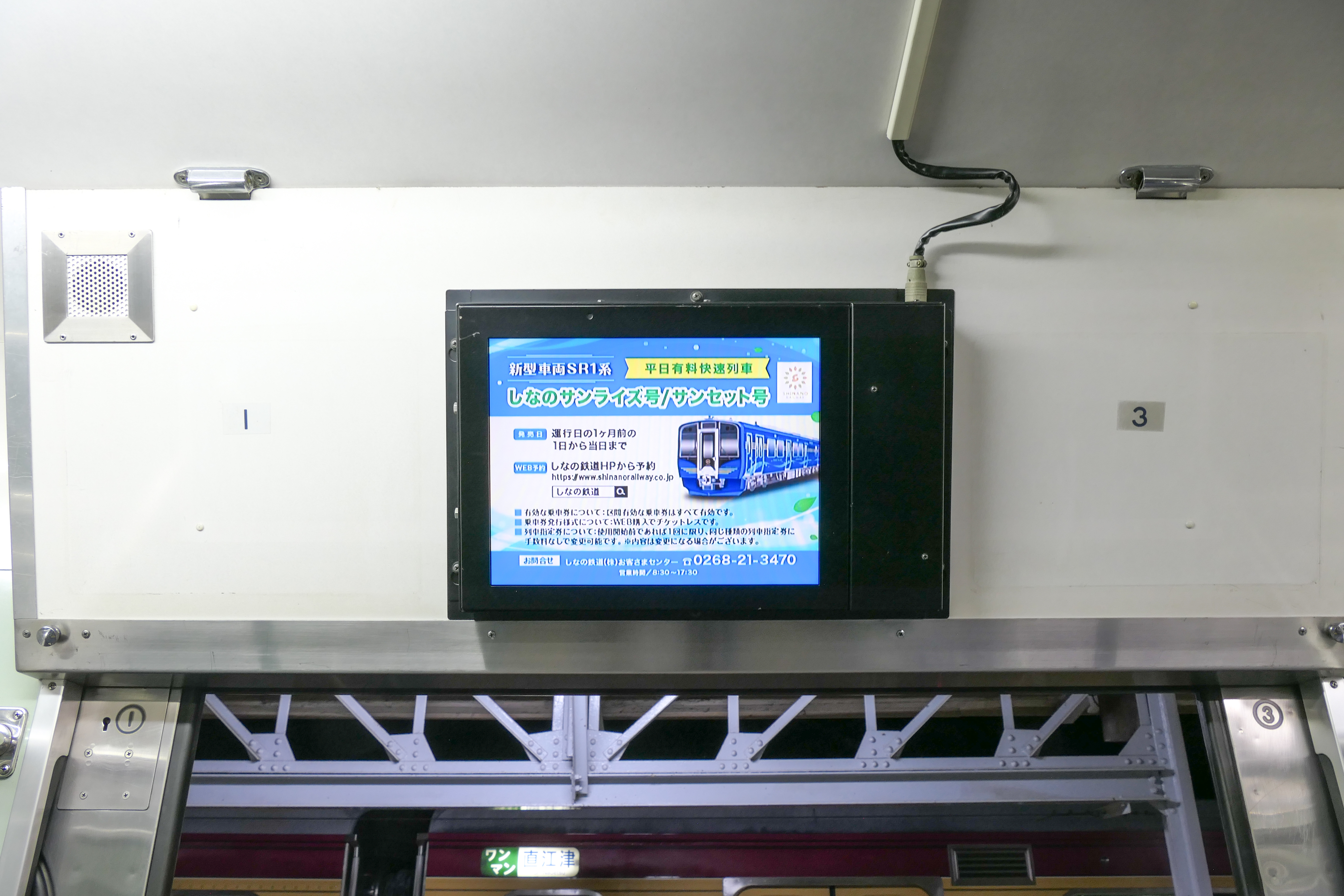
Ecran publicité série 115 Shinano
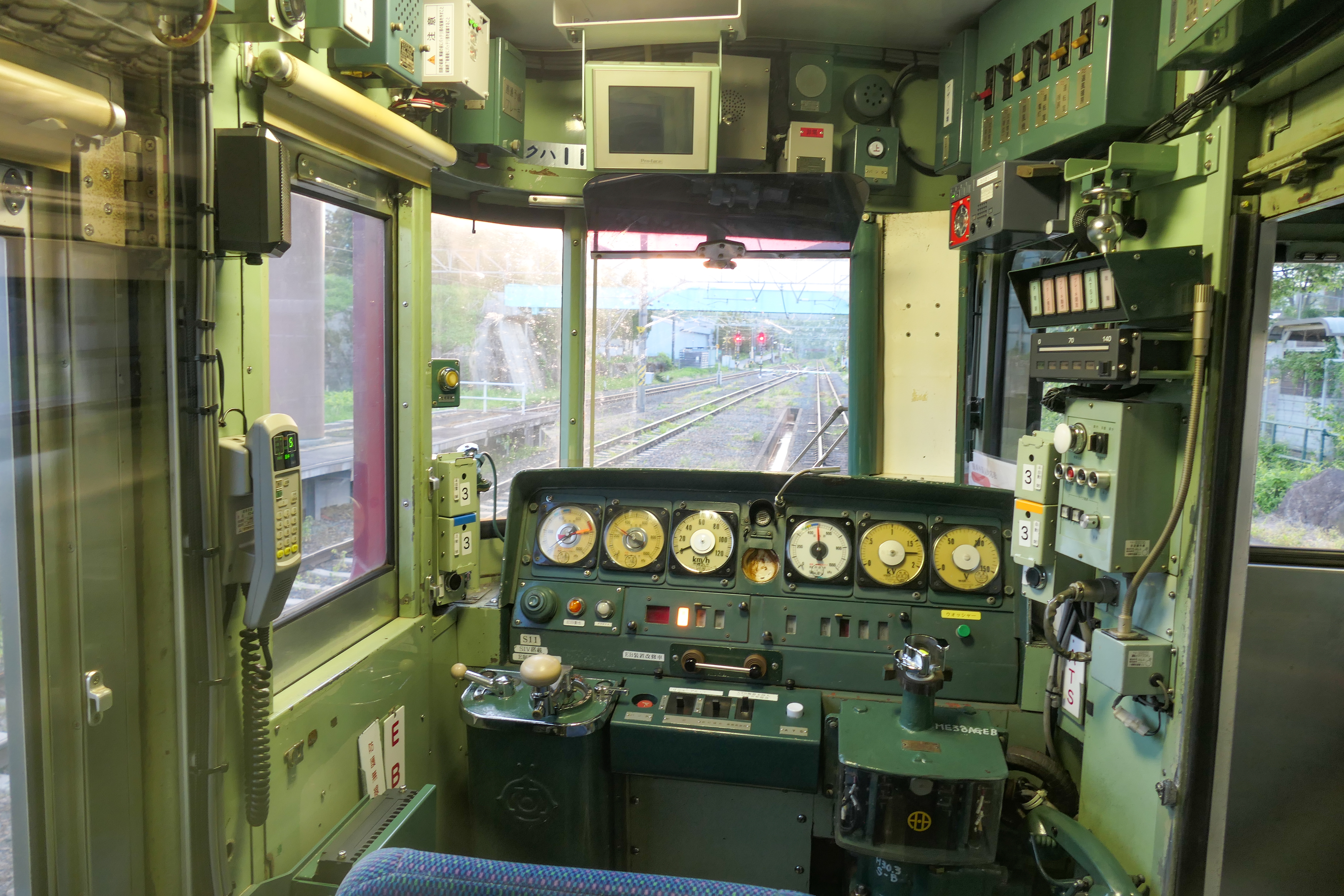
Cabine de conduite
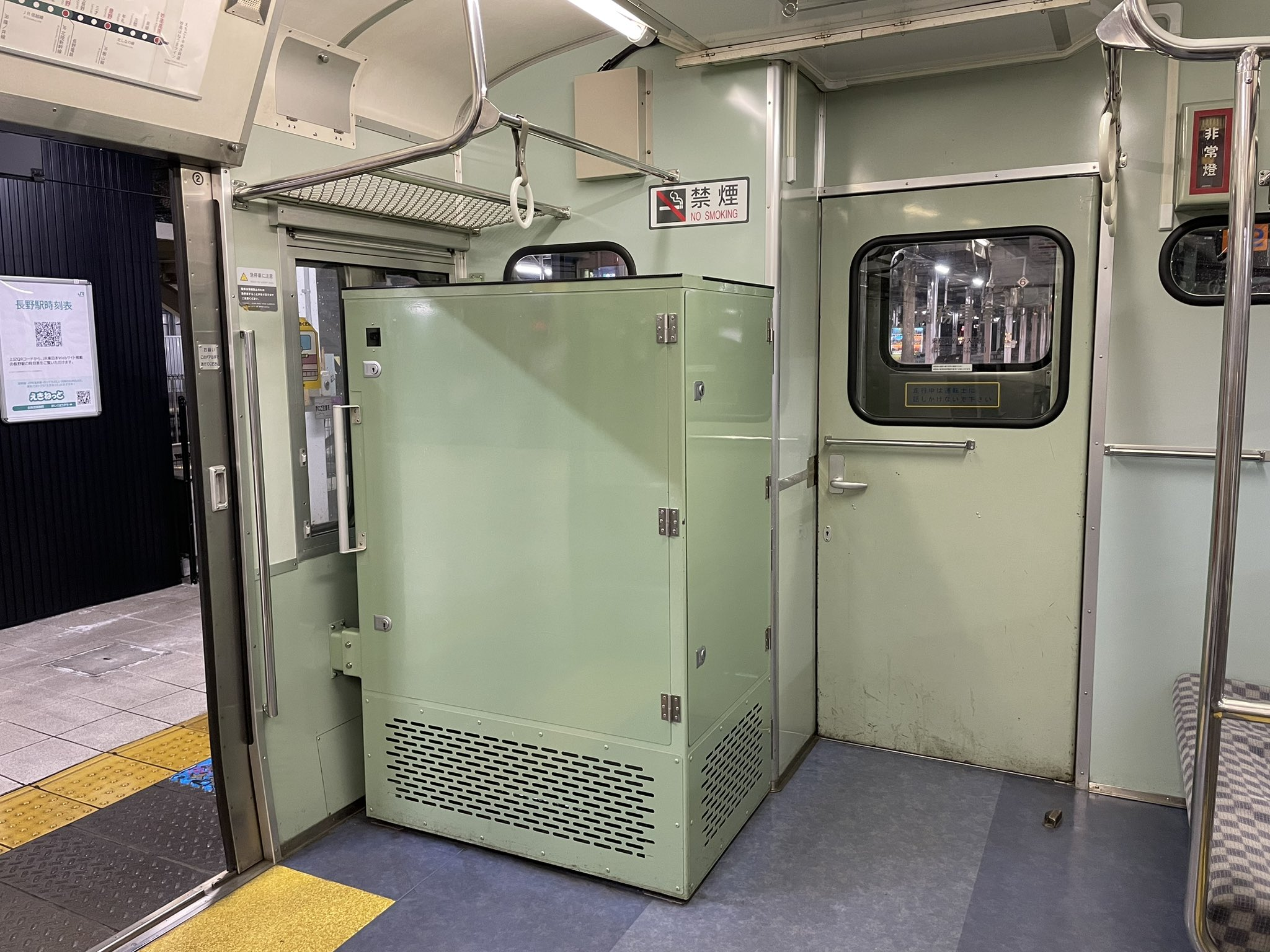
Dispositif ATS-P (non d'origine)
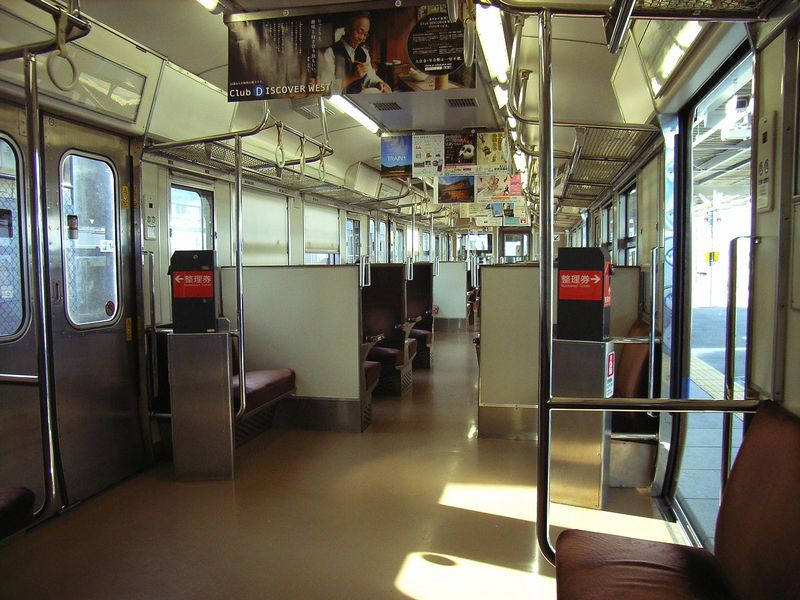
Interieur typique montrant les mini banquettes près des portes